# Història del papat

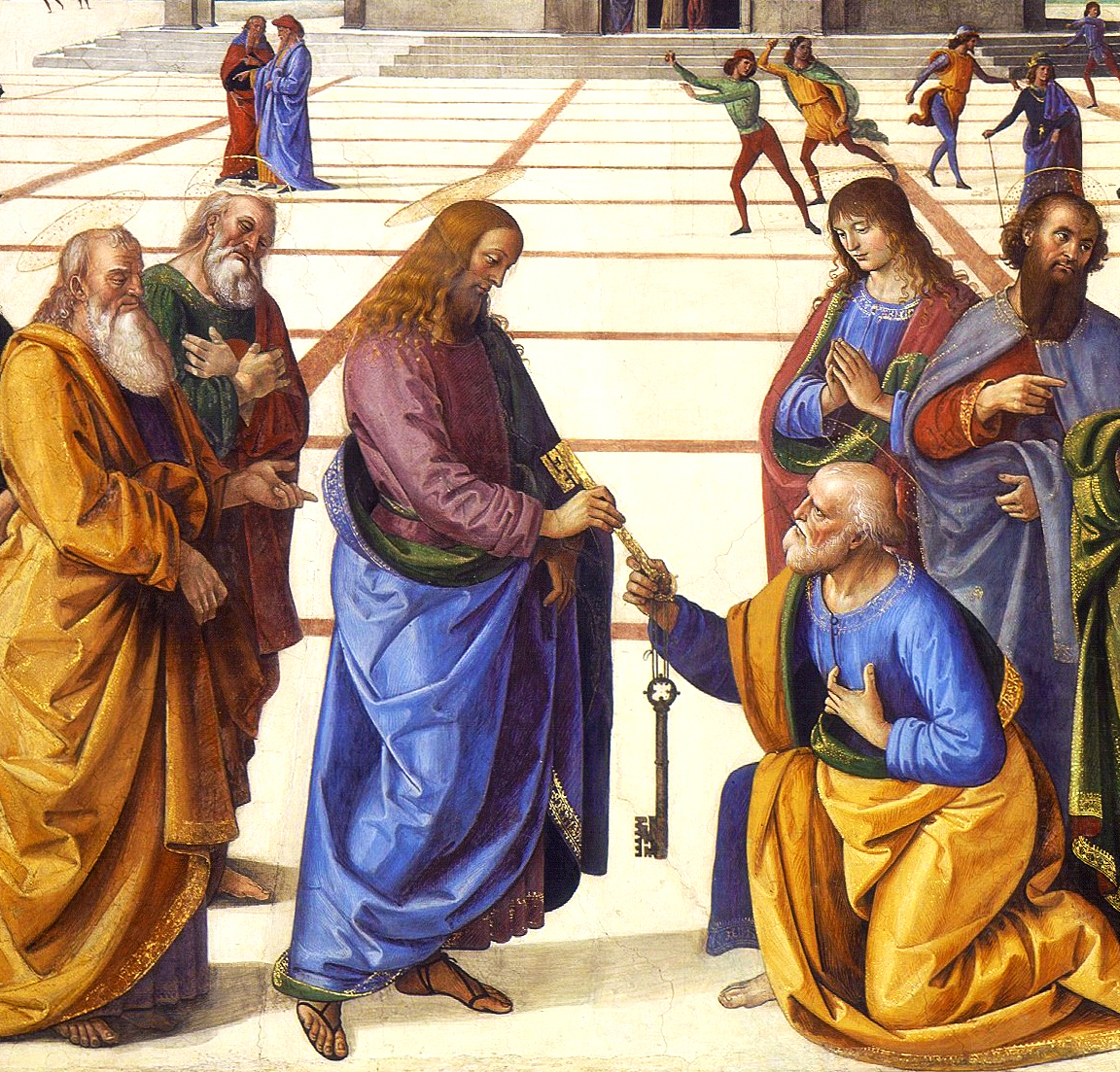
D'acord amb la doctrina catòlica, els papes són els successors de Sant Pere.

La història del papat, el càrrec ocupat pel papa com a cap de l'Església catòlica romana, d'acord amb la doctrina catòlica, s'estén des de l'època de Simó Pere fins a l'actualitat.
Durant l'inici dels temps de l'Església, els bisbes de Roma gaudien de poder temporal fins a l'època de Constantí. Després de la caiguda de Roma vers el 476, el papat va quedar sota la influència dels governants temporals de la península Itàlica; aquests períodes són coneguts com els papats ostrogot, bizantí i franc. Durant el temps, el papat consolidà les seves reclamacions territorials per una part de la península que es conegué com els Estats pontificis. Finalment, el paper dels sobirans veïns fou substituït per poderoses famílies romanes durant el sæculum obscurum, l'era dels Crescentii i el papat tusculà.
Entre 1048 i 1257 el papat experimentà un conflicte cada cop major amb els caps i esglésies del Sacre Imperi Romanogermànic i l'Imperi Romà d'Orient. El conflicte amb el darrer culminà amb el Gran Cisma d'Orient, dividint l'Església Occidental i l'Església Oriental. Entre 1257 i 1377 el Papa, tot i ser el bisbe de Roma, residí a les ciutats de Viterbo, Orvieto i Perusa; i finalment a Avinyó. El retorn dels papes a Roma després del papat d'Avinyó fou seguit pel Cisma d'Occident, la divisió de l'Església occidental entre dos i, en algun moment, tres Papes que es consideraven legítims.
El papat renaixentista és conegut pel seu patronatge artístic i arquitectònic, per la seva intromissió en els poders polítics europeus, i pels desafiaments teològics a l'autoritat papal. Després de l'esclat de la Reforma Protestant, el papat Reformista i el papat barroc dirigiren l'Església catòlica a través de la Contrareforma. Els papes durant l'època de la Revolució van contemplar l'expropiació més gran de poder de tota la història de l'Església, durant la Revolució francesa i en totes aquelles que la seguiren per tot Europa. La Qüestió romana, que cuejava des de la unificació italiana, resultà en la pèrdua dels Estats Pontificis i la creació de la Ciutat del Vaticà.

## Durant l'Imperi Romà

### Paleocristianisme

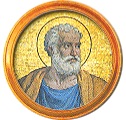
Pere

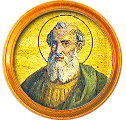
El papa Víctor I

Els catòlics reconeixen el papa com el successor de Simó Pere, a qui Jesús designà com la «pedra» sobre la qual edificaria la seva Església Encara que Pere mai no va tenir el títol de papa, els catòlics el reconeixen com el primer bisbe de Roma. Les declaracions oficials de l'Església parlant dels papes com situats al col·legi episcopal una posició anàloga a la mantinguda per Pere al col·legi dels apòstols, sent nomenat Príncep dels apòstols, del qual el col·legi episcopal, una entitat diferent, és vista com a successora.
Diversos dels bisbes de Roma dels tres primers segles de l'era cristiana són obscurs. Diversos patiren el martiri durant els períodes de les persecucions. Molts d'ells van mantenir intensos debats teològics amb altres bisbes.
Molts neguen que Pere i aquells que són assenyalats com els seus successors immediats tinguessin una autoritat suprema reconeguda universalment sobre totes les esglésies primitives, assenyalant en canvi que el bisbe de Roma era, i és, el primer entre iguals, com assenyalà el Patriarca de l'Església Ortodoxa al segle ii i de nou al segle xxi. De fet, a la ciutat de Roma l'Església trigà molt de temps en desenvolupar el càrrec de prevere en cap. A final del segle i s'evolucionà vers un model d'un únic bisbe per cada ciutat, amb el suport d'un grup d'ancians. Una figura clau en aquesta evolució és Ignasi d'Antioquia, qui en ser portat a Roma per a ser executat el 107, va escriure una sèrie de cartes a altres esglésies, però en la dirigida als cristians romans no fa cap referència a cap bisbe. L'any 97, l'església de Roma va escriure a la de Corint en un intent per callar les disputes que havien esclatat allà. La carta va sense signar, però s'atribueix al prevere romà Climent, considerat com el tercer papa, tot i que mai no va afirmar escriure com a bisbe, sinó que la carta s'envia en nom de tota la comunitat cristiana romana. Al Pastor d'Hermas, escrit a Roma a inicis del segle ii es refereix sempre col·lectivament als "dirigents de l'Església" o als "ancians que presideixen l'Església".
Davant la successió de «mestres desviats» i herètics que aparegueren a mitjans del segle ii, s'acceptà a Roma la figura d'un «episcopat monàrquic»: el govern de l'Església per un sol bisbe; i a tota la Mediterrània el paper dels bisbes passà a considerar-se com una defensa fonamental contra l'heretgia. No hi ha manera de saber en qui moment comença el govern d'aquest bisbe, però el procés s'havia completat a mitjans del 150, quan Policarp, bisbe d'Esmirna, visità Anicet a Roma. Fou en temps d'Anicet que es feren les primeres temptatives per recopilar una llista de successió dels bisbes romans, basant-se en els noms recordats dels preveres dirigents com Climent. També fou en temps d'Anicet que es construïren els primers santuaris a Pere i Pau al turó Vaticà i a la Via Ostiense.
Víctor (189-198), primer bisbe llatí de Roma, es mostrà fermament decidit a fer tornar a l'obediència deguda els elements dissidents, adoptant rigoroses mesures i excomunicant grups considerats herètics.
Malgrat això, Víctor no es dedicà a recórrer la Mediterrània a la recerca de brega, sinó que intentà imposar la uniformitat de les pràctiques com a part d'una recerca d'una unitat interna. Encara que no buscava una jurisdicció papal universal, s'estava difonent cada cop més la idea de l'autoritat especial de l'Església romana. A inicis del segle ii, Ignasi d'Antioquia escriu sobre l'església romana com «la preeminent en el territori de tots els romans […] la més destacada en l'amor […] purificada de qualsevol element estrany o taca infamant».
A partir d'aquest moment, els bisbes s'esforçaren de manera constant per mantenir la seva autoritat i regular la vida de l'Església a la ciutat. Fabià (240-250) dividí la ciutat de Roma en set regions, cadascuna sota la supervisió d'un diaca. A més, a mesura que ingressaven a l'església conversos aristocràtics, el bisbe de Roma es convertí en una figura cada cop més influent. A inicis del segle iii, l'església de Roma ja era un punt de referència reconegut per als cristians de tot el món mediterrani, podent arribar a funcionar fins i tot com a tribunal d'apel·lació.

### A partir de Constantí (segleiv)

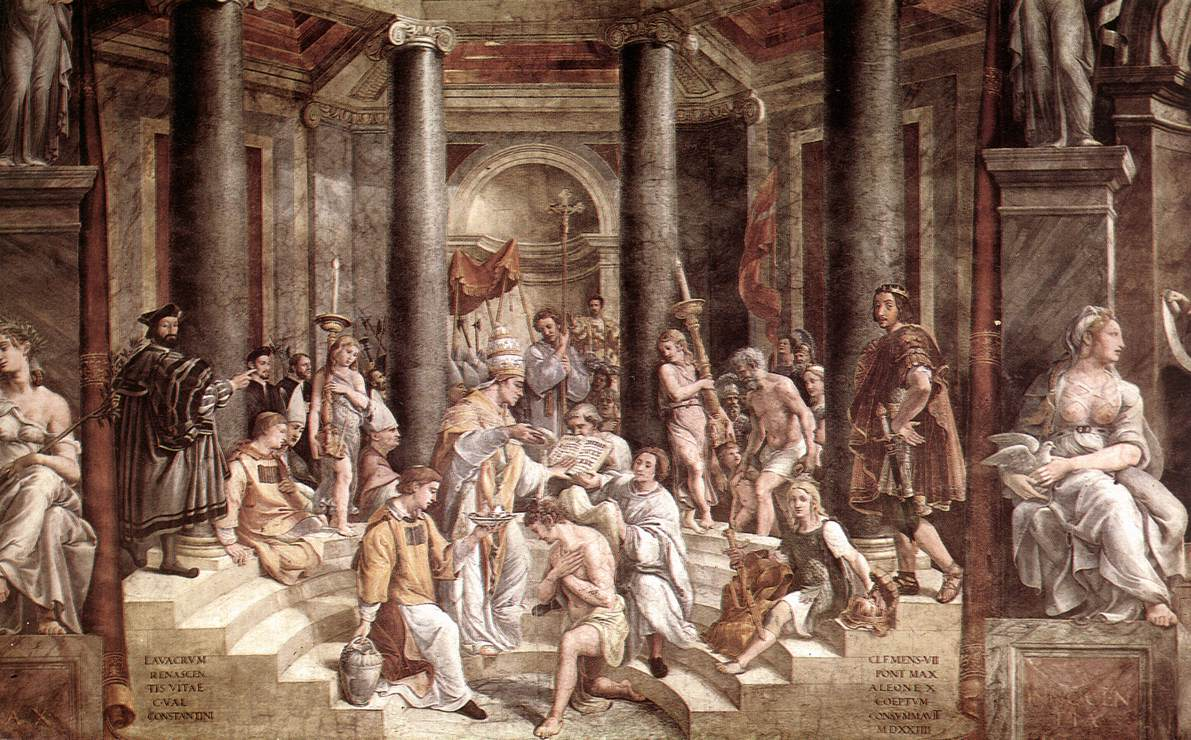
El baptisme de Constantí, per Rafael, on apareix Silvestre I en comptes de qui el va batejar realment, Eusebi de Nicomèdia, un bisbe arrià.

La llegenda que envolta la victòria de Constantí I a la batalla del Pont Milvi (312) relata la seva visió del crismó i del text in hoc signo vinces al cel, i reproduint aquest símbol sobre els escuts de les seves tropes. Independentment de les seves creences personals, Constantí trobà en el cristianisme i l'Església el principal mitjà per assolir la unitat de l'imperi. L'any 313, Constantí i Licini proclamaren la tolerància del cristianisme mitjançant l'Edicte de Milà, concedint la llibertat religiosa «als cristians i a tota la resta», retornant-se a l'Església les propietats confiscades durant les persecucions i es destinaren fons públics pel sosteniment de la tasca eclesial, construint-se grans temples dins i fora de la ciutat de Roma i concedint finques per al seu manteniment. Al 311, davant la qüestió dels donatistes, Constantí es dirigí al papa Melquíades perquè es resolgués el problema, sent la primera intervenció directa d'un emperador en els afers de l'Església. En una posterior disputa amb els donatistes, Constantí convocà un concili a la ciutat d'Arle, al qual el nou papa Silvestre no assistí; però al qual se li enviaren les actes i se li demanà que les transmetés a altres bisbes, en un reconeixement del seu rang superior.
Davant l'aparició dels arrians, Constantí convocà i presidí el primer concili de Nicea (325), el primer concili ecumènic, tot i que només hi assistí uns quants bisbes occidentals i el mateix papa Silvestre envià dos preveres en nom seu; tot i que, com a qüestió d'honor, aquests signaren els decrets conciliars abans que tots els bisbes, immediatament després d'Osi de Córdoba, qui havia presidit el concili. El 339, el papa Juli I rebé a la comunió de l'Església a Atanasi, bisbe d'Alexandria, que havia estat deposat i excomunicat, convocant un concili a Roma per resoldre la disputa. Els bisbes orientals posaren en dubte la capacitat del bisbe de Roma per rebre en comunió qui havia estat condemnat per un sínode de bisbes orientals, tot i que reconeixien la fama de l'església de Roma, el seu bisbe era igual als altres, quedant Juli contra les cordes en haver d'excomunicar uns quants heretges com Atanasi o la majoria dels bisbes orientals. Entre el 324 i el 330 Constantí traslladà la capital de l'Imperi Romà de Roma a Bizanci, una antiga ciutat grega del Bòsfor, traslladant així el poder polític de Roma a orient. Al 343 se celebrà el concili de Sàrdica que contribuí a eixamplar més l'escletxa que pretenia tancar entre orient i occident: els bisbes orientals es negaren a participar i celebraren un concili paral·lel; es llançaren excomunions mútues i s'aprovaren una sèrie de canons on es definia el dret de Roma per actuar com a tribunal definitiu d'apel·lació per totes les qüestions que afectessin altres bisbes de l'imperi, enviant-se una carta a Juli on se'l declarava el seu cap.
El successor de Juli, Liberi s'enfrontà a l'emperador  Constantí II de nou per la qüestió d'Atanasi, veient-se obligat a exiliar-se a Tràcia, però la seva resistència s'afeblí, acceptà excomunicar Atanasi i se li permeté tornar a Roma (358). En tornar a Roma, però, trobà que bisbes arrians havien consagrat bisbe de Roma a Fèlix, anterior arxidiaca de Liberi, però els romans es negaren a acceptar-ho. Els tumults als carrers cridaven: «Un sol Déu, un sol Crist, un sol bisbe», i Fèlix hagué de retirar-se. La reputació de Liberi s'havia vist molt perjudicada, però a poc a poc aconseguí rehabilitar-se.

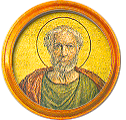
El papa Damas I, el primer bisbe de Roma a qui els seus contemporanis es referiren com a «Papa»

El primer bisbe de Roma a qui els seus contemporanis es referiren com a Papa fou el successor de Liberi, Damas I (366-384), un ferm opositor de l'arrianisme Si bé rebutjà prendre partit en les disputes orientals, els envià una sèrie de cartes on abandonà la fórmula tradicional per dirigir-se als seus companys bisbes com a «germans» sinó com a «fills», en una reafirmació de superioritat que provocà ressentiment.
L'any 379 ascendí al tron imperial el general Teodosi, un devot catòlic que detestava l'arrianisme i que promulgà un edicte on exigia als súbdits imperials que seguissin la religió cristiana que «el sant Pere donà a conèixer als romans […] i tal com la compleix manifestament el Summe Pontífex Damas». El 381 Teodosi convocà un concili ecumènic a Constantinoble, al qual no assistí cap bisbe occidental i al que Damas no envià cap delegat, però que formulà un credo que incloïa el de Nicea i oferia una solució als debats arrians. A més, es promulgaren una sèrie de canons que s'enfrontaven a la reivindicació de la primacia de Roma, en decretar que les apel·lacions en els casos dels bisbes s'havien d'atendre a la mateixa província del bisbe, la qual cosa entrava en contradicció amb la reivindicació de Roma com a darrer tribunal d'apel·lació. A més, estipulava que «el bisbe de Constantinoble tindrà la preeminència d'honor després del bisbe de Roma, car Constantinoble és la nova Roma».
El 382 se celebrà un concili de bisbes d'occident a Roma, on es promulgà una resposta, manifestat que la seu romana tenia la primacia sobre totes les altres per la promesa de Jesús a Pere («Tu es Petrus») i perquè la seu havia estat fundada per Pere i Pau.
La Donació de Constantí, un mite creat al segle viii emprat per ampliar el prestigi i l'autoritat dels papes, situà el papa en una posició més central a la narrativa de la cristiandat constantiniana. La llegenda de la Donació afirma que Constantí oferí la seva corona a Silvestre I (314-335), i que Silvestre batejà Constantí. De fet, Constantí fou batejat al voltant de la seva mort al maig del 337 per Eusebi de Nicomèdia, un bisbe arrià.
Tot i que la «Donació» no va tenir mai lloc, Constantí sí que donà el Palau del Laterà al bisbe de Roma, i al voltant del 310 començà la construcció de la Basílica de Constantí a Alemanya, anomenada Aula Palatina.
L'emperador Constantí també erigí l'antiga basílica de Sant Pere, també anomenada Basílica Constantiniana, situada on actualment es troba la basílica de Sant Pere renaixentista, situada sobre la tomba de Sant Pere.

### El naixement de la Roma papal (seglev)
La conversió de Constantí convertí els bisbes de Roma en autèntics nobles, pars als principals senadors. Al món romà s'esperava que els bisbes assumissin funcions de jutges i governants; a la ciutat de Roma, aquestes funcions es veien complicades en trobar-se a una capital pagana que era el centre simbòlic del món. En marxar Constantí, correspondria als papes crear una Roma cristiana.
El primer pas fou la construcció d'esglésies, transformant els petits centres comunitaris en espais molt majors. Aquests temples exemplificaven el sentiment de confiança de la cristiandat: els papes eren potentats i es comportaven com a tals. Però tanmateix es llançaren a trobar una dimensió religiosa a aquesta romanització, interpretant el passat de Roma no a la llum del paganisme, sinó del cristianisme, tractant de llatinitzar l'Església i cristianitzar el llatí. Damas nomenà com a secretari personal el millor llatinista del moment, Jeroni d'Estridó, encarregant-li traduir correctament la Bíblia al llatí.
En aquesta romanització, de manera conscient, els papes començaren a modelar els seus actes i el seu estil com a dirigents cristians basant-se en els precedents de l'imperi romà. Poc abans que morís Damàs, Himeri, arquebisbe de Tarragona, es dirigí al papa amb una sèrie de preguntes sobre la vida quotidiana de l'Església. Aquesta carta fou contestada per Sirici, successor de Damas, en forma de decret, oferint una sèrie de normes destinades a fixar precedents legals sobre les qüestions abordades. Sirici lloà a Himeri per consultar a Roma «com el cap del vostre cos» i l'instruïa perquè transmetés les «saludables ordenances que hem dictat» als bisbes de totes les províncies properes, car «cap sacerdot del Senyor està autoritzat a ignorar els estatuts de la Seu Apostòlica».
L'estabilitat apostòlica de Roma, el seu testimoni de l'antiga veritat, es considerarien no simplement la transmissió de l'antiga paradosi, la tradició, sinó específicament en forma de lleis promulgades: el dret es convertí en una de les principals preocupacions de l'Església romana, i al papa se'l considerà com el legislador suprem de l'Església.
Aquestes afirmacions no eren rebatudes a Occident, ni tan sols a l'Àfrica. En general s'acceptava la idea d'Innocenci I que la fe havia estat transmesa pels apòstols des de Roma fins a la resta d'Itàlia, les Gàl·lies, Hispània, Àfrica i Sicília. A la pràctica, però, aquesta primacia era entesa de manera diferent: a Itàlia era l'únic arquebisbe metropolità, i el seu poder era molt ampli i molt directe. Fora d'Itàlia, només s'aplicava allà on s'havia creat vicariats. Fora d'ací, l'autoritat papal era la del patriarca d'Occident, a la part amb la dels patriarques d'Alexandria, Antioquia i, eventualment, Constantinoble i Jerusalem; si bé el papa gaudia del prestigi de l'autoritat de Pere, prestigi però més com a autoritat moral que no pas administrativa. En conseqüència, per les esglésies de les Gàl·lies, Àfrica i Hispània l'expressió característica de la primacia papal no tenia res a veure amb un govern executiu per part de Roma, sinó que se la considerava en forma de resposta a preguntes locals.
A Orient la qüestió era totalment diferent: allà la primacia honorífica de Roma era deguda a la seva successió de Pere; però s'ignoraven o es negaven sense contemplacions les conseqüències pràctiques que els papes en deduïen. A Roma se la considerava com el patriarcat més important de la pentarquia, l'harmonia i acord de la qual constituïen la base apostòlica fonamental de l'autoritat de l'Església.

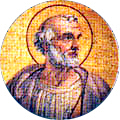
Sant Lleó Magne (440-461), doctor de l'Església i potser el papa més notable de l'Església primitiva.

Lleó el Gran (440-461), en una sèrie de sermons predicats en l'aniversari de la seva consagració i en la festa de Pere i Pau, contribuí a augmentar la identificació del papat amb la figura de Pere. Segons ell, Pere estava eternament present a la seu de Pere i, tot i ser un «hereu indigne», Lleó havia heretat totes les seves prerrogatives. Estar sota l'autoritat de Pere equivalia a estar sota l'autoritat de Crist i per tant, repudiar l'autoritat de Pere equivalia a situar-se fora del misteri i la comunió de l'Església.
Lleó era plenament conscient de la seva responsabilitat en assegurar l'ensenyament de la fe ortodoxa: adoptà mesures rigoroses contra els maniqueus de Roma, organitzà els bisbes d'Hispània contra el priscil·lianisme que havia sorgit allà, reforçà el control papal sobre Milà i els bisbats del nord d'Itàlia, etc.
Va ser precisament l'heretgia a Orient el que donà a Lleó l'oportunitat per un major exercici del ministeri papal tal com ell l'entenia: l'any 431, un concili ecumènic a Efes afirmà la divinitat de Crist, declarant que Maria no era simplement la mare de Jesús, sinó la que «havia engendrat a Déu», sorgint disputes sobre el caràcter exacte de la unió de l'humà i del diví en la figura de Crist. Un dels que apel·là a Roma, un tal Eutiques, afirmava que després de l'Encarnació en Crist hi havia només una naturalesa i, en conseqüència, la seva humanitat era en essència diferent de la resta. Davant aquesta afirmació, Lleó quedà horroritzat. Redactà un tractat sobre l'Encarnació, refutant Eutiques i ensenyant que en la doctrina del Crist hi ha dues naturaleses, humana i divina, que ni es barregen ni es confonen. Aquest volum, encara que no original, sí que era clar i precís, convertint-se en la base per la resolució de la qüestió al concili ecumènic de Calcedònia (451), presidit per delegats de Lleó. Els pares conciliars reberen amb entusiasme el document i manifestaren que «Pere havia parlat per boca de Lleó». Però mentre Lleó creia que així era sempre, els bisbes orientals reconegueren la dignitat i honor especial de la seu apostòlica, però no assumiren que en conseqüència tot allò que emanés d'ella fos certa, limitant-se a creure que en aquella ocasió així havia estat. Per subratllar-ho, al cànon 28 del concili reafirmaren la doctrina del Concili de Constantinoble i afirmaren que Constantinoble tenia preferència sobre Roma 'perquè era la nova Roma. Per a Lleó, Roma era la caput orbis, el cap del món: l'Imperi havia nascut només perquè el cristianisme pogués triomfar.

## Edat mitjana (493-1417)

### El papat ostrogot (493-537)
El període del papat ostrogot va transcórrer entre el 493 i el 537. L'elecció papal de març del 483 fou la primera que tingué lloc sense l'existència d'un emperador occidental. El papat estava altament influenciat pel regne ostrogot, si el papa no era directament nomenat pel rei ostrogot. La selecció i administració de papes durant aquest període estigué molt influenciat per Teodoric el Gran i els seus successors Atalaric i Teodat. Aquest període finalitzà amb la reconquesta de Roma per Justinià I durant la guerra gòtica, començant així el papat bizantí (537-752).
Teodoric el Gran es mostrà tolerant amb l'Església Catòlica i no interferí en matèries dogmàtiques. Es mantingué tan neutral com li fou possible vers el papa, si bé exercí una influència preponderant en els afers del papat. La influència ostrogòtica acabà amb la reconquesta de Roma per Justinià, que deposà el papa Silveri, progòtic, per un papa sota la seva influència, Vigili (537–555).
El 476 Ròmul Augústul, darrer emperador d'Occident, fou deposat pel cabdill germànic Odoacre i Itàlia esdevingué un regne bàrbar. En aquests moments, el papat constituïa la connexió més concreta i directa d'occident amb el passat romà i l'imperi.
Els papes, en mirar a Occident, incrementaven la seva lleialtat vers l'emperador pel fet que els reis d'Itàlia eren arrians. La supremacia gòtica al nord d'Itàlia delmà la jerarquia catòlica a la regió, i l'autoritat papal mai no aconseguí penetrar entre els bisbes arrians de Teodoric, els quals negaven la divinitat de Crist. Pels teòlegs occidentals, la fórmula de les dues naturaleses representava una salvaguarda de la solidaritat de Crist amb l'espècie humana; pels orientals, en canvi, posar l'accent en les dues naturaleses equivalia a negar la realitat de la seva divinitat; la humanitat de Crist quedava absorta i superada dins de la majestat de la seva naturalesa divina. Moltes zones de l'Imperi van subscriure aquesta visió teològica d'una única naturalesa (monofisisme), contrària al concili de Calcedònia, especialment a Egipte, graner de l'imperi, motiu pel qual els emperadors no podien enfrontar-se. El 484 Acaci, patriarca de Constantinoble, adoptà una teologia promonofisita, amb el suport de l'emperador Zenó; teologia per la qual Roma i Constantinoble s'excomunicarien mútuament, en un cisma que duraria 35 anys.

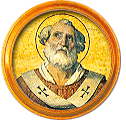
El papa Hormisdes

Per tant, els papes podien detestar els reis bàrbars i desitjar tenir relacions més estretes amb un imperi catòlic, però a la pràctica els emperadors eren sospitosos de simpatitzar amb l'heretgia i feu que es dibuixés una línia cada cop més nítida entre el sagrat i el secular. El papa Gelasi I, si bé es tenia per un ciutadà fidel a l'imperi, no es molestà en informar l'emperador Anastasi de la seva elecció.
Pels reis gots de Ravenna, la tensió entre Roma i Constantinoble era quelcom positiu, però Teodoric era prudent i es mostrà indulgent vers els seus súbdits catòlics, així com procurà mantenir bones relacions amb els papes. Per contra, la noblesa romana desitjava una reconciliació amb Constantinoble. En morir el papa Anastasi II l'aristocràcia tenia com a candidat l'arxipreste Llorenç, disposat a fer concessions doctrinals per tal de reconciliar-se; mentre que el clergat tenia com a candidat el diaca Símmac, que, tot i ser convers de darrera hora, era un fervent partidari de la puresa doctrinal romana i de les reivindicacions papals. Teodoric adoptà la decisió que la seu apostòlica havia de ser per aquell que fos ordenat primer. El paper dels ostrogots esdevingué clar en el primer cisma quan, el 22 de novembre del 498, els dos homes foren escollits papa. El triomf final de Símmac (498-514) sobre Llorenç és el primer cas registrat de simonia en la història papal. Símmac també instituí la pràctica dels papes nomenant el seu propi successor, pràctica que continuà fins al 530 amb una tria poc popular, i acabà definitivament amb l'elecció el 532 de Joan II, el primer que adoptà un nom papal després de ser escollit.
A Constantinoble, si bé l'emperador era un fervent monofisita, el poble seguia la doctrina del concili de Calcedònia. Davant els aldarulls que regnaven a la ciutat, el patriarca Anastasi, intentà reconciliar-se amb Hormisdes, successor de Símmac. A Anastasi el succeí Justí, qui obligà els bisbes orientals a acceptar una fórmula redactada per Hormisdes, la qual reconeixia la primacia de Roma com a seu apostòlica. 
L'emperador Justí ordenà confiscar les esglésies arrianes i consagrar-les de nou pel catolicisme, i tots els arrians foren obligats a convertir-se al catolicisme. Davant aquests fets, Teodoric es tornà paranoic contra tot allò que creia era pro-romà d'Orient, ordenant a Joan, successor d'Hormisdes, que anés a Constantinoble per convèncer l'emperador que posés final a la persecució.
El seu viatge, humiliant en inici, es tornà triomfant a Constantinoble. El dia de Pasqua celebrà assegut per damunt del Patriarca de Constantinoble en llatí i no pas en grec i emprant els costums romans.
Justí acceptà suspendre les hostilitats contra els arrians, però es negà que els arrians conversos a la força tornessin a les seves creences originals; la qual cosa enfurismà Teodoric, gelós a més de la triomfal arribada del Papa. Agapit, successor de Joan, hagué de tornar a Constantinoble. Allà, exigí un debat amb el Patriarca, el monofisita Àntim, en el que no tingué dificultat en demostrar l'heretgia en les opinions d'Àntim. Justinià s'humilià davant del papa i accedí a deposar i enviar a l'exili Antim, i demanà al papa que consagrés el nou patriarca, el qual signà una versió ampliada de la fórmula d'Hormisdes.
Però Agapit morí de cop i volta, i l'apocrisiari Vigili aprofità per congraciar-se amb l'emperadriu Teodora, monofisita, convencent-la que l'emparés en el seu ascens al papat a canvi de tornar a instal·lar Àntim i de repudiar la doctrina de Calcedònia; però el rei got Teodat forçà la designació de Silveri, fill d'Hormisdes, per a la seu apostòlica.
Al desembre del 536, els romans d'Orient reconqueriren Roma.

### El papat bizantí (537-752)

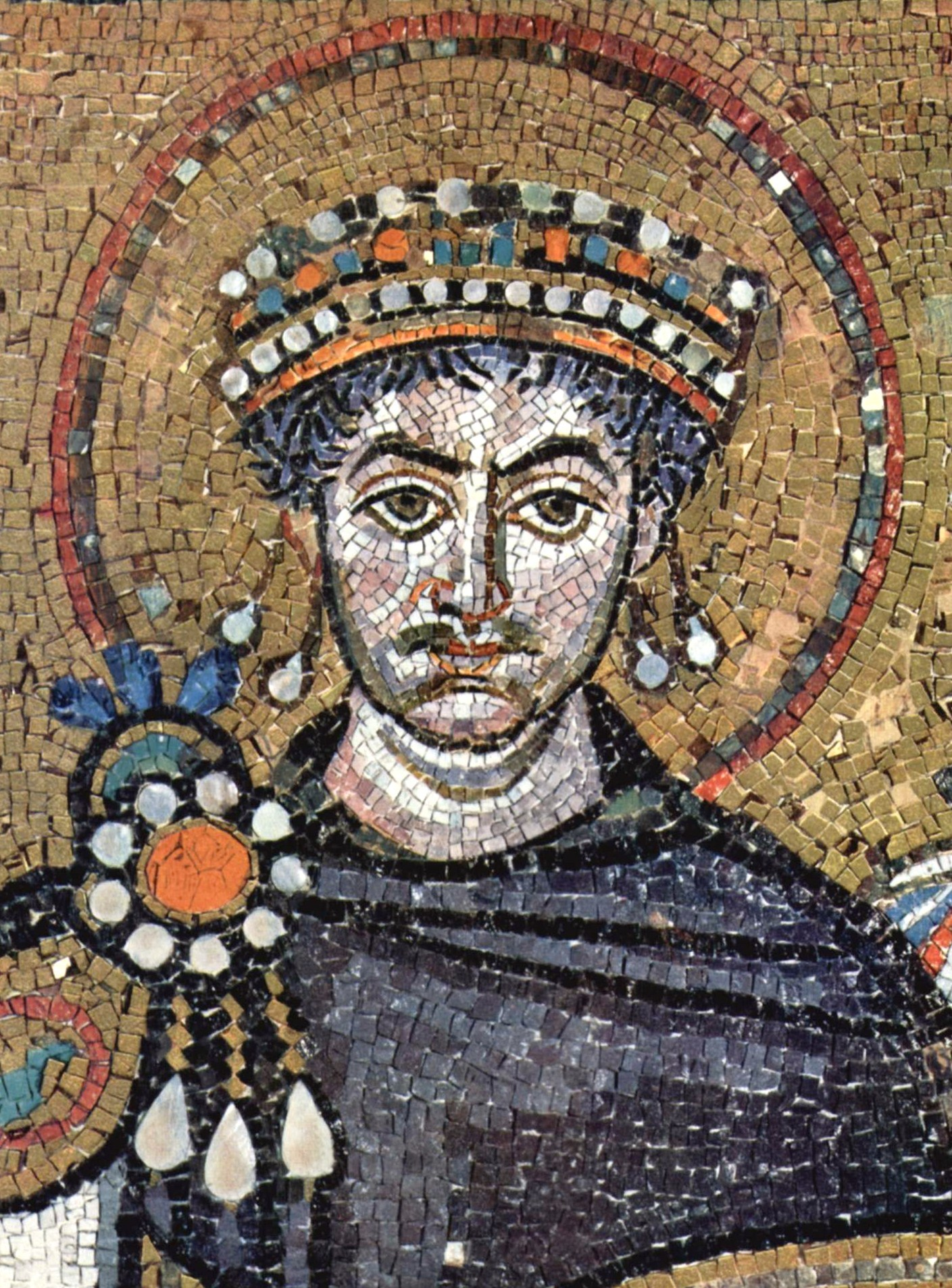
Justinià I reconquerí Roma i nomenà els següents tres papes

El papat bizantí fou un període de dominació de l'Imperi Romà d'Orient sobre el papat entre el 537 i el 752, quan els papes necessitaven l'aprovació dels emperadors romans d'Orient per ser consagrats, i diversos papes foren triats d'entre els apocrisiarii (enllaços del papa a l'emperador) o els habitants de Grècia, Síria o Sicília. Justinià I conquerí la península italiana durant la guerra gòtica, i nomenà els tres següents papes, una pràctica que seria continuada pels seus successors i finalment seria delegada a l'Exarcat de Ravenna.
A excepció del papa Martí I, cap papa durant aquest període qüestionaria l'autoritat del monarca romà d'Orient per confirmar l'elecció del bisbe de Roma abans que tingués lloc la consagració; malgrat això, els conflictes teològics serien habituals entre el papa i l'emperador en temes com el monotelisme o la iconoclàstia. Els oradors grecs provinents de Grècia, Síria i Sicília substituirien els membres de les poderoses famílies nobles romanes a la seu papal durant aquest període. Roma sota els papes grecs constituí un batibull de tradicions occidentals i orientals, reflectides en l'art i en la litúrgia.
L'emperador romà d'Orient, cap del govern temporal (cèsar), amb voluntat de dominació universal, cerca exercir el seu poder sobre els afers espirituals (el poder espiritual del Papa). L'emperador usurpa doncs el poder sobre els afers de l'Església. Ocupa, a més, un lloc privilegiat a l'esfera legislativa i teològica de l'Església. i es considera que està al mateix nivell que els apòstols. És en aquest sentit que un emperador és també un sacerdot. A més, l'església i l'estat s'han de complementar, mostrant respecte mutu, sense que cap de les dues institucions presumeixi de dominar l'altra.
Quan Belisari conquerí Roma, Vigili i Teodora van fer que es detingués el papa Silveri, desterrant-lo a Anatòlia, declarant la seu papal buida i elegint Vigili com Papa. Vigili condemnà els escrits de tres autors defensors de la teoria de les dues naturaleses de Crist (els Tres capítols), de manera que Justinià pogué allunyar-se del concili de Caledònia amb el vistiplau de diversos patriarques; però a occident això fou molt mal rebut. Justinià el cridà a Constantinoble, on es reafirmà en la condemna dels Tres capítols; mentre que a occident se'l denunciava com traïdor a l'ortodòxia romana i els bisbes africans l'excomunicaren oficialment. Finalment, d'acord amb Justinià, convocà un nou concili ecumènic; però Justinià l'abandonà i publicà la seva correspondència secreta, amb el resultat que el concili no només condemnà els Tres capítols, sinó al mateix Vigili.
El seu successor, Pelagi acceptà sense més la condemna dels Tres capítols; considerant-se a Roma com una traïció. El pontificat de Vigili havia fet palès una diferència fonamental de punts de vista entre l'emperador i el papa: l'emperador es considerava per damunt de qualsevol bisbe. Els bisbes orientals no veien problema en tot això, mentre que pels occidentals era cada cop més estrany; i entre la visió imperial de Constantinoble i l'ètica teològica de Roma s'obrí una rassa cada cop major.
En destruir els ocupants gots d'Itàlia, els romans d'Orient obriren les portes de la península a un nou invasor: els llombards. El 569 Milà caigué a les seves mans, i el seu rei Alboin prengué el títol de rei d'Itàlia. El 574 els llombards dominaven la meitat de la península i gairebé van tallar les connexions entre Roma i Ravenna, seu del poder polític imperial a Itàlia.
El ducat de Roma fou un districte romà d'Orient de l'Exarcat de Ravenna, dirigit per un funcionari imperial amb el títol de dux. Dins de l'exarcat, els dos districtes principals eren la regió que envoltava Ravenna, on l'exarca era el centre de l'oposició romana d'Orient als llombards, i el ducat de Roma, que ocupava les terres del Laci al nord del Tíber i de Campània al sud fins a Garigliano. Allà, el mateix papa era l'ànima de l'oposició.

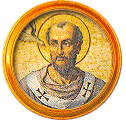
Sant Gregori Magne, doctor de l'Església.

El papa Gregori I (590-604) és una figura principal en fixar la primacia papal i impulsà molt l'activitat missionera al nord d'Europa, incloent-hi Anglaterra. De família noble romana, es mostrà obstinadament romà, negant-se a aprendre grec, i desconfià de la teologia i la litúrgia orientals. De caràcter pràctic, encara que contemplatiu, es malfiava de l'aprenentatge per l'aprenentatge. Davant l'avenç dels llombards, no dubtà en comprar-los treves temporals. Intentà assegurar uns nomenaments episcopals decents, imposant sempre que podia clergues locals; regulà la forma de vida de les comunitats monàstiques; i no dubtà en reorganitzar i emprar el patrimoni de l'Església per destinar els diners a la caritat.  Aquesta reorganització donà al papa una xarxa de patronatge i connexions amb les esglésies locals i l'administració civil que contribuí a refermar el seu domini sobre les esglésies d'Itàlia i més enllà; formant-se els fonaments del paper i la influència del papat medieval. Gregori es mostrà deferent en el seu tracte vers l'emperador, però insistí en tot moment en la primacia de l'Església romana, tot i que el seu títol favorit era el de Servus servorum Dei (Servidor dels servidors de Déu).
En morir Gregori, les famílies romanes van fer nomenar papa un clergue romà i no pas un monjo; i les posteriors eleccions papals oscil·larien entre candidats pro i antigregorians. En aquest període també tornà a fer-se palesa la subordinació del papat vers l'emperador de Constantinoble; i amb la confirmació imperial al nomenament només hi hagueren uns retards prolongats i molestos.

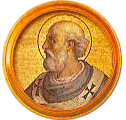
El papa Martí I

L'any 638 l'emperador promulgà un decret imposant la teoria monotelita, predicat pel patriarca Sergi I de Constantinoble i amb el suport del papa Honori I, suport que no agradà a Occident. El seu successor, Severí, es negà a acceptar el decret i el seu nomenament restà aturat vint mesos Martí I es negà a sol·licitar el mandat imperial que confirmava la seva designació com a papa i celebrà un concili per condemnar el monotelisme al qual assistiren 105 bisbes occidentals.
El 653 Martí fou arrestat dins de la basílica del Laterà, traslladat a Constantinoble on, malalt, se'l declarà culpable de traïció, arrossegat pels carrers amb grillons, públicament flagel·lat i deportat a Crimea, on morí.
L'emperador Constantí IV convocà un nou concili, que representà una victòria pel papat amb la reafirmació de les conclusions del concili de Caledònia. Amb la reconciliació posterior entre Orient i Occident, els beneficis per l'església de Roma foren palesos: desaparegué el requisit de confirmació de Constantinoble abans de la consagració dels papes, i s'alleugerí l'asfixiant càrrega fiscal.
El 692, l'emperador Justinià II convocà un nou concili, amb mesures calculades per ofendre els occidentals.
El papa Sergi I es negà a signar els canons, no permetent que es llegissin o es posessin en circulació. L'emperador intentà detenir a Sergi com havia fet amb Martí, però les tropes enviades per fer-ho s'amotinaren en defensa del papa En aquells moments, amb l'emperador ocupat en l'amenaça musulmana a la frontera oriental, si bé els papes encara sol·licitaven i pagaven el mandat imperial per ser consagrats, a la pràctica eren governants independents. El rei llombard Luitprand decidí conquerir Spoleto i Benevent, augmentaren els tributs imperials, i el papa Gregori II prohibí que es paguessin tributs excessius o injustos. A més, els llombards ja practicaven el catolicisme, de manera que el papa tenia un cert ascendent moral sobre ells.
El 726 l'emperador Lleó III ordenà la destrucció de totes les imatges de Crist i la seva Mare per ser substituïdes per la Creu nua.  Aquesta iconoclàstia imperial causà commoció a occident, i Gregori II veié en tot plegat un exemple més de com l'imperi abraçava l'heretgia. El 728, Luitprand capturà el castell de Sutri, en el camí de Perusa, però el restaurà al papa Gregori II «com un present als sants apòstols Pere i Pau». Gregori III convocà un sínode a Roma (731), on denuncià la iconoclàstia i excomunicà qualsevol que la practiqués; sínode en el qual participà l'arquebisbe de Ravenna. Curiosament, en aquesta època, hi hagué una gran immigració de clergat oriental a Roma; i el cerimonial que envoltava la figura del papa es convertí en quelcom més formalista, a fi de ressaltar el caràcter sagrat del successor de Pere.
El 738, el duc llombard Trasimund de Spoleto capturà el castell de Gallese, que protegia el camí de Perusa. Després d'un gran pagament, el papa Gregori III aconseguí que el duc li retornés el castell.
Al 732/33 Lleó III confiscà tot el patrimoni papal al sud d'Itàlia i Sicília, regions que constituïen la major part d'ingressos papals de l'època. També eliminà els bisbes de Tessalònica, Corint, Siracusa, Reggio, Nicòpolis, Atenes i Patres de la jurisdicció papal, sotmetent-los al patriarca de Constantinoble. Això fou en efecte un acte de triatge: enfortí la possessió imperial sobre l'imperi meridional, però garantí la possible destrucció de l'exarcat de Ràvenna, que finalment es produí a mans llombardes el 751. En efecte, el papat havia estat xpulsat de l'imperi. El papa Zacaries, l'any 741, fou l'últim papa en anunciar la seva elecció a un governant romà d'Orient o que sol·licités la seva aprovació.

### La influència dels francs (756-857)
El 751, Aistulf de Friül conquerí Ravenna i amenaçà Roma. Davant aquesta amenaça, Esteve II feu un viatge poc habitual al nord dels Alps per visitar el rei dels francs, Pipí I el Breu, per demanar-li ajut contra l'invasor llombard.

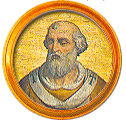
El papa Esteve II.

El papa es trobà amb Pipí a l'abadia de sant Dionís, prop de París, amb els dos fills de Pipí, Carles i Carloman. Pipí envaí el nord d'Itàlia el 754 i, de nou, el 756. Va expulsar els llombards del territori de Ravenna, però no el restaurà al seu legítim propietari, l'emperador romà d'Orient, sinó que, en canvi, cedí grans regions de la Itàlia central al papa i als seus successors.
Les terres donades al papa Esteve el 756, l'anomenada Donació de Pipí, convertí el papat en un poder temporal i per primera vegada creà un incentiu pels líders seculars en interferir en la successió papal. Aquest territori esdevindria la base per als Estats Pontificis, sobre la qual els papes governarien fins a la seva annexió al nou Regne d'Itàlia el 1870. Durant els següents onze segles, la història de Roma pràcticament esdevindria sinònim de la història del papat.
El regne llombard arribaria al seu cim durant els segles vii i viii. El paganisme i l'arrianisme inicialment eren majoritaris entre els llombards, però gradualment s'anaren convertint al catolicisme. La cultura romana i el llatí foren adoptats a poc a poc, i els bisbes catòlics es convertiren en els principals magistrats de les ciutats. El dret llombard combinava les tradicions romanes i germàniques. Després de la mort d'Aistulf, el rei Desideri renovà els atacs sobre Roma. El 772, el papa Adrià I demanà ajut a Carlemany, successor de Pipí, qui intervingué i, després de derrotar els llombards, afegí el seu regne al seu propi. El 774 Carlemany decidí passar la Pasqua a Roma, en una decisió que sorprengué el Papa, però que donaria grans resultats. En aquesta visita, Adrià demanà a Carlemany que confirmés la Donació de Pipí; i l'emperador li lliurà solemnement territoris que representaven dos terços de la península italiana.
El 787 Adrià participà en el Segon Concili de Nicea, convocat per resoldre els problemes de la iconoclàstia. A Carlemany li alarmà aquest apropament entre Roma i Constantinoble; i davant el fet de no haver estat convidat a enviar bisbes al concili, encarregà als seus teòlegs que redactessin els Libri Carolini, on es refutava tant la doctrina iconoclasta grega com l'aprovació de la veneració d'imatges per part del concili. Papa i emperador es trobaren incòmodament enfrontats davant una important qüestió de doctrina i culte; però s'acabà resolent amb la celebració del concili de Frankfurt el 794.

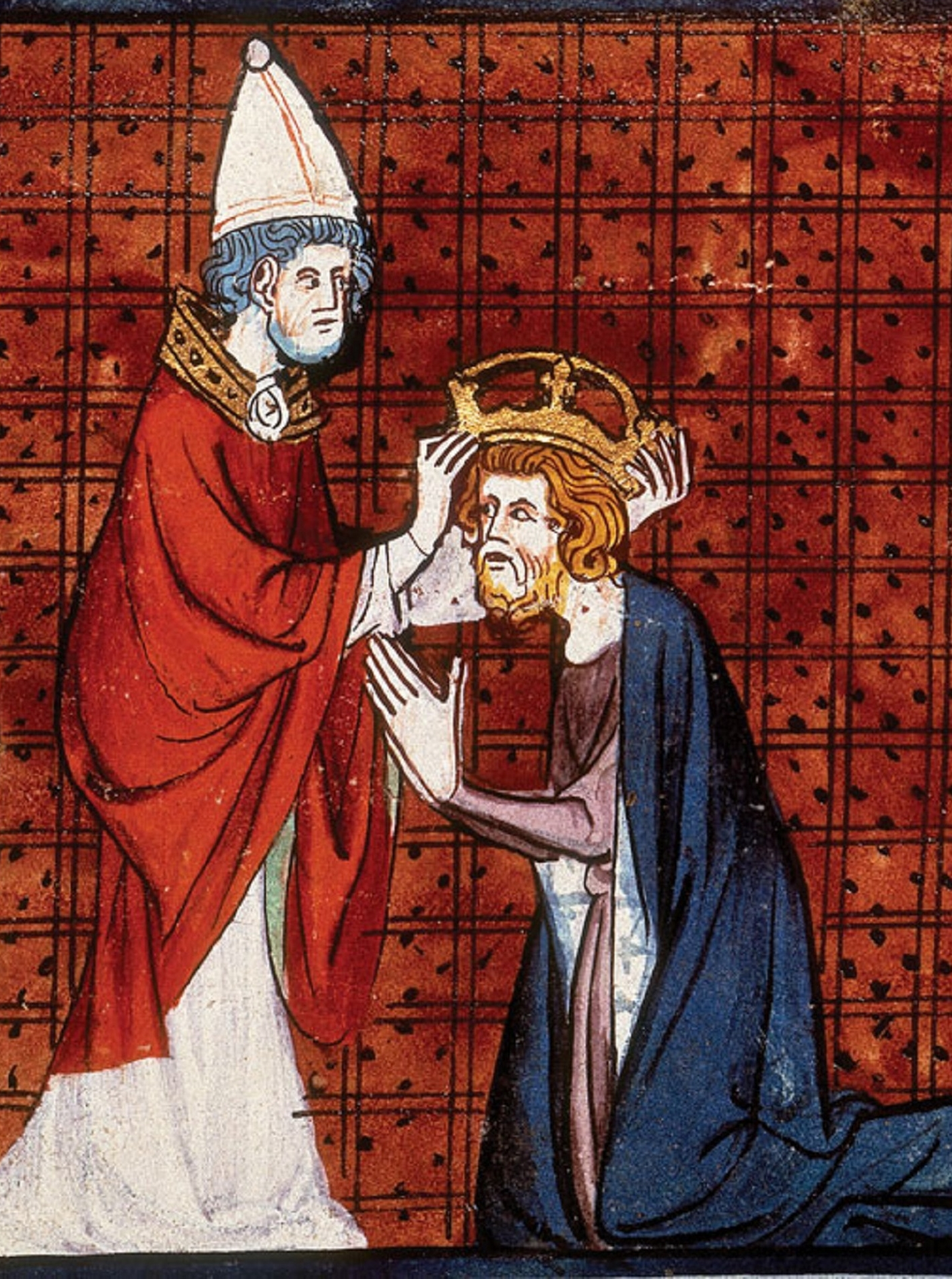
El papa Lleó III coronant Carlemany, de les Chroniques de France ou de Saint Denis, vol. 1; France, segon quart del.

El successor d'Adrià, Lleó II era un modest clergue de carrera que no tenia el caràcter del seu predecessor. Després de ser atacat pels seus enemics als carrers de Roma, travessà els Alps el 799 per visitar Carlemany a Paderborn. A més, fou acusat de tota mena de delictes. Carlemany l'envià de tornada a Roma, acompanyat d'una comissió de nobles per estudiar les acusacions; viatjant posteriorment el mateix Carlemany, el qual acabaria condemnant els enemics del papa.
A una cerimònia a la basílica de Sant Pere, el dia de Nadal, se suposava que Lleó ungiria el fill de Carlemany com al seu hereu. Però inesperadament (així s'ha dit), mentre que Carlemany resava, el papa posà una corona sobre el seu cap i l'aclamà emperador. Es digué que Carlemany expressà el seu disgust, però malgrat tot acceptà l'honor. El disgust probablement fou diplomàtic, car se suposava que el legítim emperador es trobava a Constantinoble. Això no obstant, aquesta aliança pública entre el papa i el monarca d'una confederació de tribus germàniques era el reflex de la realitat del poder polític a occident. Aquesta coronació llançà el concepte del nou Sacre Imperi Romanogermànic, que tindria un gran paper durant l'edat mitjana. El Sacre Imperi seria formalment establert durant el segle següent. Però el concepte és implícit en el títol adoptat per Carlemany l'any 800: «Carles, August seré, coronat per Déu, emperador gran i pacífic, governador de l'Imperi Romà».
El papa Esteve IV viatjà a Reims per coronar i ungir el fill de Carlemany, Lluís el Pietós, el 814. Això representà un suport per a la imatge de la nova era i del nou imperi constantinià; però la cerimònia fou un intent deliberat per part del papat de consolidar el seu paper en la designació de l'emperador. Lluís intervingué a l'elecció papal donant suport a la reclamació del papa Eugeni II; als papes a partir d'aquí se'ls requerí jurar lleialtat a l'emperador franc; i la consagració del papa només podia tenir lloc davant dels representants de l'emperador.
El ressorgiment de l'imperi a Occident, encara que presentava desafiaments, també reforçà enormement l'autoritat papal: Carlemany havia organitzat l'església franca en arquebisbats, subordinant els bisbes diocesans ordinaris als seus metropolitans. Vers el 850, a França aparegueren les Decretals de Sant Isidor que, tot i ser una falsificació per erosionar el poder dels metropolitans en favor dels bisbes diocesans, es convertiren en una arma formidable en mans dels papes medievals per poder que els conferia.
La consagració de Gregori IV (827-844), triat pels nobles romans, es retardà sis mesos fins a obtenir el vistiplau de Lluís.
Sergi II (844-847), tria de la noblesa romana, fou consagrat sense cap referència a l'emperador Lotari, qui envià el seu fill Lluís amb un exèrcit; i només quan Sergi aconseguí calmar Lluís, Lotari acceptà Sergi II.

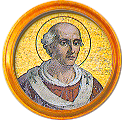
El papa Nicolau I el Gran

El papa Nicolau I (858-868) era un aristòcrata romà que coneixia les obres dels seus predecessors Lleó Gelasi i Gregori, i estava compromès amb la visió exaltada del papat que contenien aquests texts; a més de les falses Decretals: en la seva opinió, cap sínode ni concili tenia caràcter vinculant llevat que ell hi estigués d'acord, i totes les seves decisions tenien caràcter de llei. Si bé l'imperi obligava l'emperador a protegir l'Església, això no significava que aquesta responsabilitat atorgués als emperadors cap mena de dret ni jurisdicció sobre l'Església. Quan defensà Teutberga quan Lotari II volgué divorciar-se d'ella, mostrà la seva millor faceta i més valerosa, enfrontant-se a emperadors, arquebisbes i concilis regionals en defensa no només de les prerrogatives papals, sinó que d'una dona indefensa; però també marcaria la seva relació amb l'emperador i les esglésies d'Orient: el 858, el patriarca Ignasi es negà a donar la comunió a l'emperador Miquel III, acusant-lo d'incest. L'emperador el deposà i situà al seu lloc Foci  Nicolau es negà a reconèixer el nomenament; i el 863 ordenà deposar i excomunicà Foci.
Les tenses relacions entre Roma i Constantinoble ja duraven generacions; i l'afer Foci cristal·litzà aquesta hostilitat. La resolució de Nicolau deposant Foci va ser completament ignorada a Constantinoble, demostrant com n'era d'impotent a Orient. El 867 Foci presidí un sínode a Constantinoble on excomunicà i deposà Nicolau; tot i que quan les notícies arribaren a Roma Nicolau ja havia mort. Roma i Constantinoble ja quedaren formalment separades, encara que la ruptura final trigaria encara alguns segles en arribar.

### Influència de les famílies romanes poderoses (904–1048)
El període que començà amb la instal·lació del papa Sergi III el 904 i que s'estengué durant 60 anys fins a la mort del papa Joan XII el 964 és, sovint, referit com el Sæculum obscurum o edat fosca. L'historiador Will Durant afirma que el període entre el 867 i el 1049 va ser el «punt més baix del papat».
Durant aquest període, el papat estigué controlat pels Teofilacte, una família aristocràtica corrupta i poderosa, i per les seves dones.

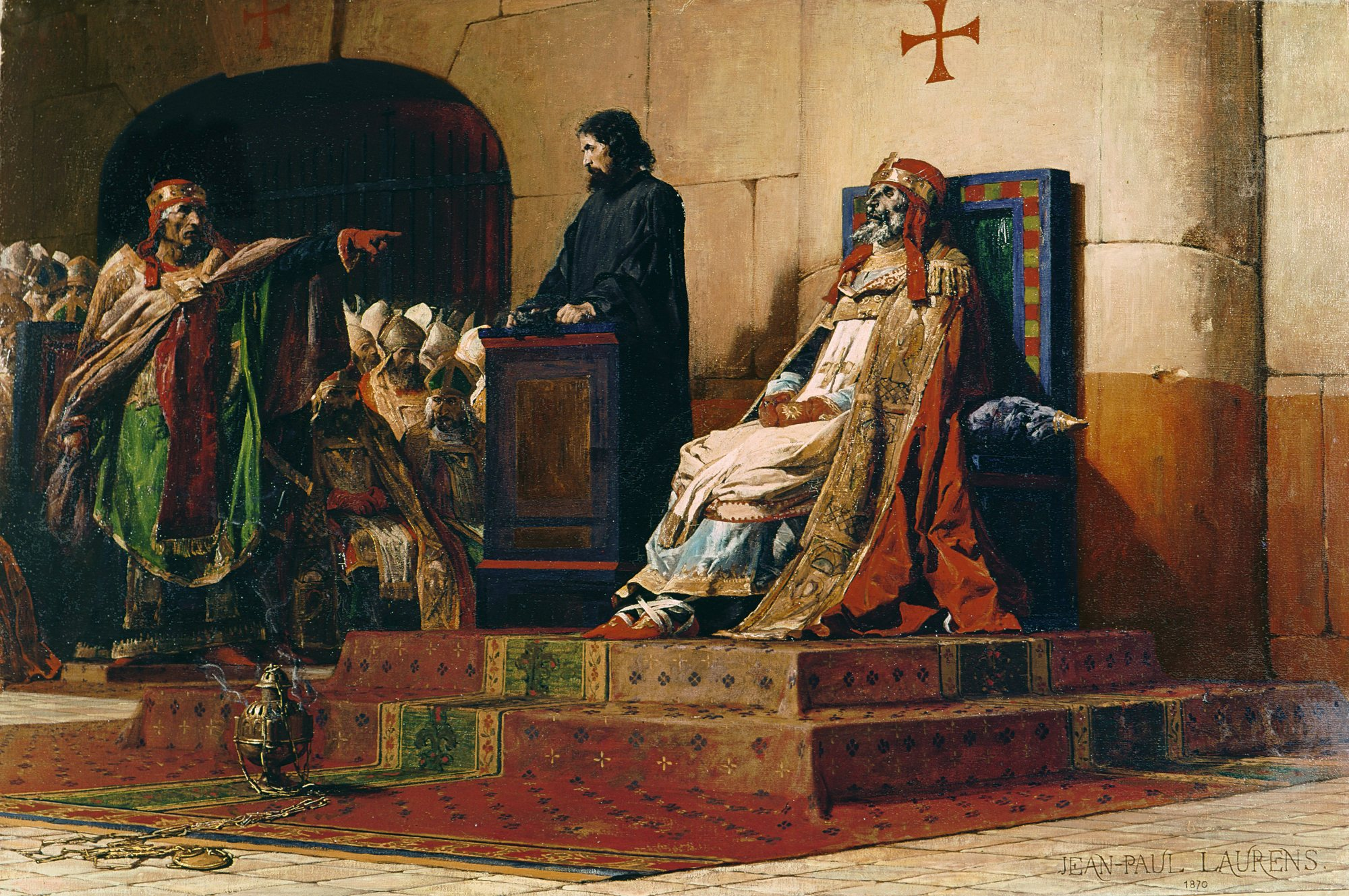
Jean-Paul Laurens, El papa Formós i Esteve VII, 1870)

L'imperi franc havia quedat desmembrat entre els descendents de Carlemany; i el papat, privat del suport imperial, es convertí pràcticament en una propietat de les grans famílies romanes, l'accés a exercir un domini local en nom del qual els seus membres estaven disposats a violar, assassinar i robar.
Un dels moments més baixos fou l'anomenat Concili Cadavèric quan Esteve VI sotmeté a procés el cos momificat del seu odiat predecessor, Formós. Malgrat tot, hi hagueren excepcions: Lleó VII (936-939) i Agapit II (946-955), tot i que nomenats per un conspirador sense escrúpols com Alberic II, foren reformadors sincers que van promoure la resurrecció dels ordes monàstics.
La decisió d'Otó I el Gran el 962 de ressuscitar l'imperi carolingi oferí al papat una esperança de canvi. Otó temia una visió mística de l'imperi cristià i de les responsabilitats sagrades que requeien sobre les espatlles de l'emperador. Otó prometé a Joan XII la restauració del poder papal sobre les terres promeses per Pipí i per Carlemany, així com la defensa de les llibertats de l'Església; a canvi, les eleccions papals haurien de ser acceptades pels representants de l'emperador i els papes haurien de jurar-li fidelitat. Per a Otó III, el papa era un soci menor, el capellà de l'Imperi, la missió del qual era mostrar conformitat amb l'ungit del Senyor. Per grans que fossin les reivindicacions teòriques del Papa, la realitat era que amb prou feines eren bisbes prínceps italians perpètuament atacats que s'esforçaven desesperadament per mantenir el territori de Sant Pere, a vegades capaços de respondre però mai d'iniciar les reformes que la cristiandat començava a sentir com a necessàries. Fins i tot els papes imperials eren tremendament vulnerables  i, paradoxalment, el preu inevitable que calia pagar per la seguretat papal a la ciutat semblava ser el de la subordinació al domini de les famílies locals i el d'una notable limitació dels horitzons.

### Conflictes amb l'emperador i l'Orient (1048-1257)

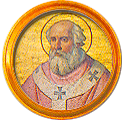
El papa Lleó IX

La corona imperial, abans portada pels emperadors carolingis, era disputada entre els seus fracturats hereus i els senyors feudals locals; i la càtedra de Pere era sovint una simple mercaderia per adquirir o intercanviar; i on cap d'ells emergí victoriós fins que Otó I d'Alemanya envaí Itàlia. Itàlia esdevingué un regne constituent del Sacre Imperi Romano-Germànic el 962, des del punt que els emperadors eren alemanys. A mesura que els emperadors consolidaven la seva posició, les ciutats estat del nord d'Itàlia es dividien entre Güelfs i Gibel·lins. L'era dels Otons portà una millora momentània dels bisbes de Roma; però en el segon quart del segle xi el nivell havia minvat de nou. Enric III es trobà amb tres papes rivals (Silvestre III, Benet XI i Gregori VI) quan visità Roma el 1048 per causa de les accions sense precedents del papa Benet XI. Deposà tots tres i instal·là al seu lloc el seu candidat preferit: Climent II. La designació imperial més important d'aquest període fou la de Lleó IX, el qual es proposava la renovació de la vida cristiana en general; lligada a la reforma de la vida monàstica. Al segle xi la influència seglar es notava en tots els estaments de l'Església. Bisbats i monestirs eren quelcom més que institucions espirituals: eren corporacions socials i polítiques molt riques; la qual cosa volia dir que les possibilitats de corrupció eren enormes i els pagaments en metàl·lic com a condició per poder obtenir un càrrec eclesiàstic només era un dels signes de fins a quin punt l'Església estava entrelligada amb el teixit social.
Tot i les seves afirmacions teòriques, el papat a inicis del segle xi era poc més que una institució local, atrapada per la geografia i la política de Roma. Lleó IX decidí portar-lo més enllà d'Itàlia, viatjant a França i Alemanya on celebrà sínodes reformadors.
En un pas transcendental que presagià un canvi permanent al caràcter del papat s'envoltà d'un notable grup de partidaris de les reformes, nomenant-los assessors i delegats, iniciant-se així la transformació de la Cúria pontifícia d'un petit grup local a un organisme internacional format per experts i activistes.
La relació amb Constantinoble, tot i ser problemàtica, es continuava mantenint. La majoria dels papes del segle ix (i especialment Joan VIII) miraven desprectivament l'Imperi Romà d'Orient; i encara fins al segle xi, sota el regnat de Basili II, va haver-hi contactes entre Roma i Constantinoble.
Però l'evolució separada durant segles, amb un lent i creixent distanciament entre ambdues seus era reflex de la rivalitat entre Roma i Constantinoble. El pontificat romà s'havia anat estenent per Europa, i a mida que ho feia també creixien la seva ambició i la seva arrogància. Els romans d'Orient consideraven que l'emperador estava al mateix nivell que els apòstols i que les qüestions doctrinals només podien resoldre's mitjançant l'Esperit Sant que s'expressava per mitjà d'un concili ecumènic. Per tant, s'escandalitzaven davant del fet que el papa (primus inter pares entre els Patriarques) s'atrevís a formular doctrina i a proclamar la seva autoritat tant temporal com espiritual.
Aprofitant una expedició militar al sud d'Itàlia contra els normands celebrà un sínode, tot i que aquesta es trobava tradicionalment sota la jurisdicció del patriarcat de Constantinoble. El patriarca Miquel I, un fanàtic de ment estreta, en assabentar-se que els normands imposaven els costums llatins a les esglésies gregues del sud d'Itàlia, ordenà que les esglésies de ritu llatí de Constantinoble s'adoptessin els costums grecs, fent-les clausurar quan no ho fessin. Així començà una amarga correspondència entre Lleó i Miquel. El 1054, Lleó envià a Constantinoble els tres eclesiàstics més radicalment antigrecs, en especial el cardenal Humbert de Moyenmoutier. En arribar a Constantinoble s'assabentaren de la mort de Lleó, quedant privat de tot status oficial com a representants oficials del papa difunt i en situació de sede vacante. En comptes de tornar-se'n a Roma, es quedaren a Constantinoble, actuant cada cop de manera més arbitrària i arrogant, fins que el 16 de juliol presentaren a Santa Sofia una butlla d'excomunió; a la que Miquel respongué excomunicant a Lleó. Als primers set concilis ecumènics havien assistit prelats tant orientals com occidentals; però les diferències cada cop més àmplies en qüestions doctrinals, teològiques, lingüístiques, polítiques i geogràfiques finalment resultaren en denúncies i excomunions mútues. Amb les excomunions llançades per Lleó i Miquel esclatà el Cisma Est-Oest.
Si bé la situació estava molt malmesa, els emissaris sense poder d'un papa mort van emprar un instrument tant inapropiat com no-canònic: l'excomunió, tant la llatina com la grega, queia només sobre la persona i no pas sobre tota l'Església. Tot es podria haver rescindit més endavant, però no va ser fins al Concili Vaticà II que començà a haver un apropament real.

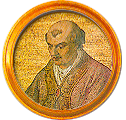
El papa Nicolau II.

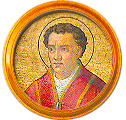
El papa Gregori VII.

En morir Esteve IX (1058), un grup de nobles romans escolliren Joan Mincius com papa, amb el nom de Benet X; però el grup de cardenals reformadors es negaren a acceptar-ho i escolliren Nicolau II. Per tal d'evitar un nou cop d'estat, promulgà la butlla In nomine Domini el 1059, on decretà que es limitava la possibilitat d'elecció als set cardenals bisbes, amb l'aprovació posterior dels cardenals preveres i diaques, creant-se les normes i procediments per les eleccions papals i formant la base per l'actual conclave. La intenció era excloure de qualsevol influència seglar. El motor impulsor darrere d'aquesta reforma fou el cardenal Hildebrand, qui posteriorment es convertiria en Gregori VII.
La història del papat entre el 1048 i el 1257 continuà estant marcada pels conflictes entre els papes i el Sacre Emperador Romanogermànic, sobretot per la controvèrsia de les investidures, una disputa sobre qui (el papa o l'emperador) podia nomenar els bisbes a l'imperi. Gregori VII (1073-85) publicà el Dictatus Papae, una recopilació de cànons legals, però que en conjunt reforçaven el poder papal. Gregori remarcà l'afirmació que «l'Església romana mai no ha incorregut en l'error», reforçant la seva posició i remarcant que aquesta estava per damunt de tots els bisbes i concilis, i que els seus delegats (encara que pertanyin a un orde menor) tenen preferència sobre tots els bisbes. La seva afirmació que només el papa tenia poder per deposar o traslladar bisbes, convocar concilis ecumènics i autoritzar o reformar el dret canònic es trobà amb l'oposició de l'església francesa; per altra banda també afirmava que podia deposar emperadors i dispensar els súbdits de l'obligació d'obeir governants malvats. El 1076 excomunicà Enric IV després que aquest l'hagués denunciat com un fals monjo i l'hagués declarat deposat. La penitència de Canossa d'Enric IV el 1077 per trobar-se amb Gregori VII esdevingué llegendària. Tot i que l'emperador renuncià a qualsevol dret a investir al Concordat de Worms, la qüestió esclataria novament; amb Enric nomenant un antipapa, Climent III, que entraria a Roma el 1085, on coronaria Enric com a emperador, mentre Gregori moriria poc després a l'exili. El pontificat de Gregori representa el punt màxim de l'aspiració papal a dominar sobre el món secular.
Tot i que a curt termini resultà derrotat, el papat mai no retrocedí en les seves reivindicacions de llibertat respecte al control secular i polític en matèries espirituals.
Així, Innocenci III (1198 – 1216) afirmaria: «Som el successor del Príncep dels Apòstols, però no som el seu vicari, ni el vicari de cap altre home ni apòstol, sinó el vicari del mateix Jesucrist». Reformadors monàstics com Bernat de Claravall veieren al papat un poder atorgat per Déu capaç de contrarestar el caràcter mundà i corrupte dels bisbes i preveres locals, i de posar de manifest la direcció que Déu havia imprès a l'Església en recerca de la puresa i la santedat. El sistema i l'ordre es convertiren en signes del règim papal; i la transformació del papat va ser, entre d'altres, la transformació de les seves institucions.
Gregori VII celebrà un sínode anual com cambra de discussió i perfecció de decisions doctrinals i disciplinàries, així com de tribunal. La simple convocatòria d'un concili ecumènic per part del papa i no pas de l'emperador romà d'Orient era una novetat i una expressió eloqüent de la creixent importància del papat. Aquestes trobades tindrien un important paper en la reconfiguració medieval de l'Església no com una comunitat d'esglésies locals, sinó com una única organització internacional.
Pasqual II proposà a Enric V que si l'emperador renunciava a les investidures episcopals, l'Església renunciaria a les seves regalies. Calixt II (1119-1124) signà amb Enric V el concordat de Worms, de manera que els nous bisbes jurarien fidelitat als governants de les seves seus, però el rei deixava clar que no reivindicaria cap jurisdicció espiritual sobre ells. La solució de Worms donà pau durant una generació, proporcionant temps als papes per dedicar-se a l'aplicació de la reforma religiosa. Però a mesura que el papat s'internacionalitzava, es reduïa la lleialtat romana.
Alexandre III (1159-1181) fou el primer d'una llarga successió de papes juristes, que originarien una marea legislativa i de codificacions legals. El dret canònic equivalia al dret papal, i el predomini cada cop major del dret dins de l'Església fou un factor clau per situar el papat al cor de l'Església. Gregori IX (1227-1241) publicà els Liber extra, la primera recopilació completa i autoritzada dels decrets papals. El 1231 aprovà l'ús de la força per erradicar l'error, introduint al dret canònic la legislació que decretava la crema a la foguera d'heretges a càrrec del poder secular i fundà la Inquisició papal.
Durant el segle xii hi hagué una reforma papal que anà de la mà de la reforma monàstica. Dels 19 papes entre Gregori VII (1073-1085) i Innocenci III (1198-1216), 11 eren monjos o canonges regulars: els papes reformistes recorregueren als monestirs per trobar homes nets de simonia, de corrupció i de la manca de castedat.

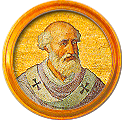
El papa Urbà II.

El pontificat d'Urbà II és el punt d'inflexió de la lluita començada el 1076. A causa de la conquesta normanda, el sud d'Itàlia s'havia vist forçat a passar de l'ortodòxia al cristianisme llatí i, per primera vegada des del segle viii, devia obediència al papa. La conquesta de la península ibèrica pels cristians va tenir les mateixes conseqüències. Les tropes cristianes anaven acompanyades per monjos cluniacencs decidits a destruir els ritus mozàrabs i substituir-los pels de Roma. Anglaterra també fou una nova adquisició guanyada per a la causa a força de les armes. Així, tant el sud com l'oest d'Europa es conformava com una unitat religiosa i cultural sobre la qual regnava el papat i, des d'aquesta posició, Urbà II pogué enfrontar-se en igualtat de condicions a l'emperador alemany. Expulsat per aquest d'Itàlia, es refugià a França, on ràpidament assolí un acord amb els Capets, reconstruint des d'allà la posició del papat
Urbà II envià una ambaixada a Constantinoble. Havia treballat mot per millorar les relacions (sent l'objectiu final la unió de l'església); i l'emperador Aleix I Comnè el respongué, acceptant participar a un concili: davant la invasió islàmica que penetrava al seu imperi, considerà que el concili de Piacenza seria un bon escenari per demanar ajut contra els turcs.
Els delegats romans d'Orient van fer bé la seva feina, exposant no només el perill que representava per a Constantinoble sinó per a tota la cristiandat
Immediatament després del concili de Piacenza, Urbà viatjà a França, convocant un nou concili a Concili de Clarmont; i el 27 de novembre celebrà una sessió pública on repetí els punts exposats pels delegats romans d'Orient: era deure de la Cristiandat marxar al rescat de l'orient cristià.
Urbà s'adonà que en posar en marxa la idea d'una expedició d'ajut a l'Imperi Romà d'Orient no només li donava la oportunitat de defensar la cristiandat oriental i de millorar les relacions amb l'església ortodoxa grega, sinó que també reafirmaria i estendria l'autoritat de Roma, enfocant cap allà la bel·licositat dels cristians de l'occident llatí.
Urbà presentà una guerra d'una qualitat santificadora que es convertia en una guerra santa, sota el lema "Déu ho vol!". La genialitat d'Urbà fou construir la idea que la Croada formava part de les pràctiques religioses existents, assegurant-se que el vincle entre guerra i salvació quedava prou clar: tot aquell que hi participés moriria amb l'absolució dels seus pecats.
La crida per la Primera Croada es convertí en la prova més sorprenent de la transformació del papat en el major poder espiritual de la cristiandat: l'onada d'entusiasme militar no tingué res a veure amb cap rei, sinó que era el papa qui havia convocat els cavallers de tot Europa sota l'estendard de la creu.

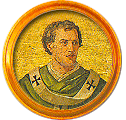
El papa Innocenci III.

A inicis del segle xii el prestigi espiritual del papat havia assolit una alçada sense precedents; de manera que seguí enfrontat amb l'Imperi durant bona part del segle. El pontificat d'Adrià IV (1154-1159) deixà palès l'escàs marge de maniobra i quines eren les ambicions papals del segle xii. Malgrat la seva resolució, no aconseguí resoldre cap dels problemes que abordà i deixà els seus successors davant d'un imperi aliè, sinó enemic, i envoltat en una difícil i perillosa aliança amb els normands. A final del segle, la mà del papat es deixava sentir sobre tots i cadascun dels aspectes de l'Església. Innocenci III representa el principal exponent d'aquest pinacle del poder i la influència papal. Pensava que el papa ocupava un lloc intermedi entre Déu i l'home; i que la intervenció papal en qüestions seculars estava limitada a aquells casos en què el pecat i l'error humà amenacessin el propòsit fonamental del govern secular, que no és altre que la protecció i promoció de l'Església i l'extirpació de l'heretgia.
Així, l'ortodòxia fou una de les seves principals preocupacions Davant això, tot i que envià una croada contra els albigesos, afavorí campanyes de predicació i adoctrinament, emprant inicialment missioners cistercencs, però que serien rellevats pels predicadors ambulants capitanejats per Domènec de Guzmán, que posteriorment esdevindrien l'orde de Predicadors, i especialment pels frares menors de Francesc d'Assís, reconeixent que l'única forma de desarmar efectivament l'heretgia era afavorint el veritable zel religiós i la reforma, i no pas mitjançant la repressió.
Gregori IX excomunicà l'emperador Frederic II davant de les promeses incomplertes per participar en la croada. Innocenci IV, expulsat de Roma per les forces imperials, convocà un concili que excomunicà Frederic per perjur, concili al qual no acudí cap bisbe alemany, signe clar de l'autoritat del papa; i provocant l'inici del fi dels Hohenstaufen.
Per assolir aquesta victòria, els papes es veieren obligats a exigir un rendiment cada cop major a la seva maquinària econòmica: el papat reivindicà el seu dret a designar qualsevol bisbe, la qual cosa significava que s'exigia el pagament d'uns honoraris per cada nomenament. A la darreria del segle xii cada nou bisbe i abat havia de pagar en tributs un terç dels seus ingressos del seu primer any, la meitat pel papa i l'altra meitat pels cardenals.

### Els papes errants (1257–1309)
El papa és el bisbe de Roma; però enlloc diu que hi hagi de residir. La inestabilitat política del segle xiii a Itàlia forçà la cort papal a traslladar-se a diverses localitzacions com Viterbo, Orvieto i Perusa. Els papes portaren la Cúria amb ells, i el Col·legi de Cardenals es reuní a la ciutat on havia mort el papa per procedir l'elecció papal. Les ciutats que allotjaren un conclave gaudiren d'un incentiu al seu prestigi i de certs beneficis econòmics, tot i que les autoritats municipals s'arriscaven a ser fagocitades per l'administració dels Estats Pontificis.

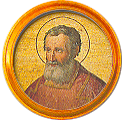
El papa Celestí V

Les faccions aristocràtiques de la ciutat de Roma un cop més van convertir Roma en una base poc segura per un govern papal estable. Innocenci IV estigué exiliat de Roma i fins i tot d'Itàlia durant sis anys; i totes les eleccions papals del segle xiii, llevat de dues, van tenir lloc fora de Roma. L'horitzó de Roma estava dominat per les torres de guerra fortificades de l'aristocràcia (només durant el pontificat d'Innocenci IV se'n construïren un centenar); i els papes cada cop més passaren el seu temps als palaus papals de Viterbo i Orvieto.
Des del punt de vista moral, els papes de l'època van posar en greu perill la seva credibilitat emprant algunes de les armes espirituals més solemnes del papat reformista per finalitats estrictament polítiques.

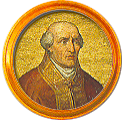
El papa Bonifaci VIII

La influència dels cardenals francesos al Sacre Col·legi significava que alguns cardenals eren de fet membres d'un lobby que pressionava en nom dels seus monarques. La consegüent polarització política del col·legi en diverses faccions conduí a llargs conclaves i poc decisius, així com a llargs períodes de seu vacant entre els pontificats.
El 1294, després de dos anys de sede vacante, els cardenals escolliren l'ermità Pietro del Morrone, que regnà durant només sis mesos sota el nom de Celestí V, abdicant del seu càrrec i retornant a la vida eremítica.
El seu successor, Bonifaci VIII (1294-1303), feu una gran tasca en la línia reformista dels seus predecessors: fundà una universitat a Roma, codificà el dret canònic i restablí l'Arxiu i la Biblioteca vaticanes, fou qui declarà el primer Jubileu l'any 1300, provocant que anessin a Roma milers de pelegrins (tot i que cap testa coronada), la qual cosa augmentà enormement el prestigi del papat i el caràcter espiritual central de Roma; tot i que mostrà el pitjor del nepotisme eclesiàstic, enriquint diversos parents a costa de l'Església i lliurant una guerra contra els rivals tradicionals de la seva família, els Colonna. El 1302 promulgà la butlla Unam Sanctam davant la seva confrontació amb el rei francès, on afirmava que «per a la salvació de qualsevol criatura humana és absolutament necessari ser súbdit del romà pontífex»; però encara serví per crear més dubtes sobre les reivindicacions del papat.

### El papat d'Avinyó (1309-1377)
Durant aquest període, set papes, tots ells francesos, residiren a Avinyó: Climent V (1305–14), Joan XXII (1316–34), Benet XII (1334–42), Climent VI (1342–52), Innocenci VI (1352–62), Urbà V (1362–70) i Gregori XI (1370–78). El 1378, Gregori XI tornà a Roma, on morí.

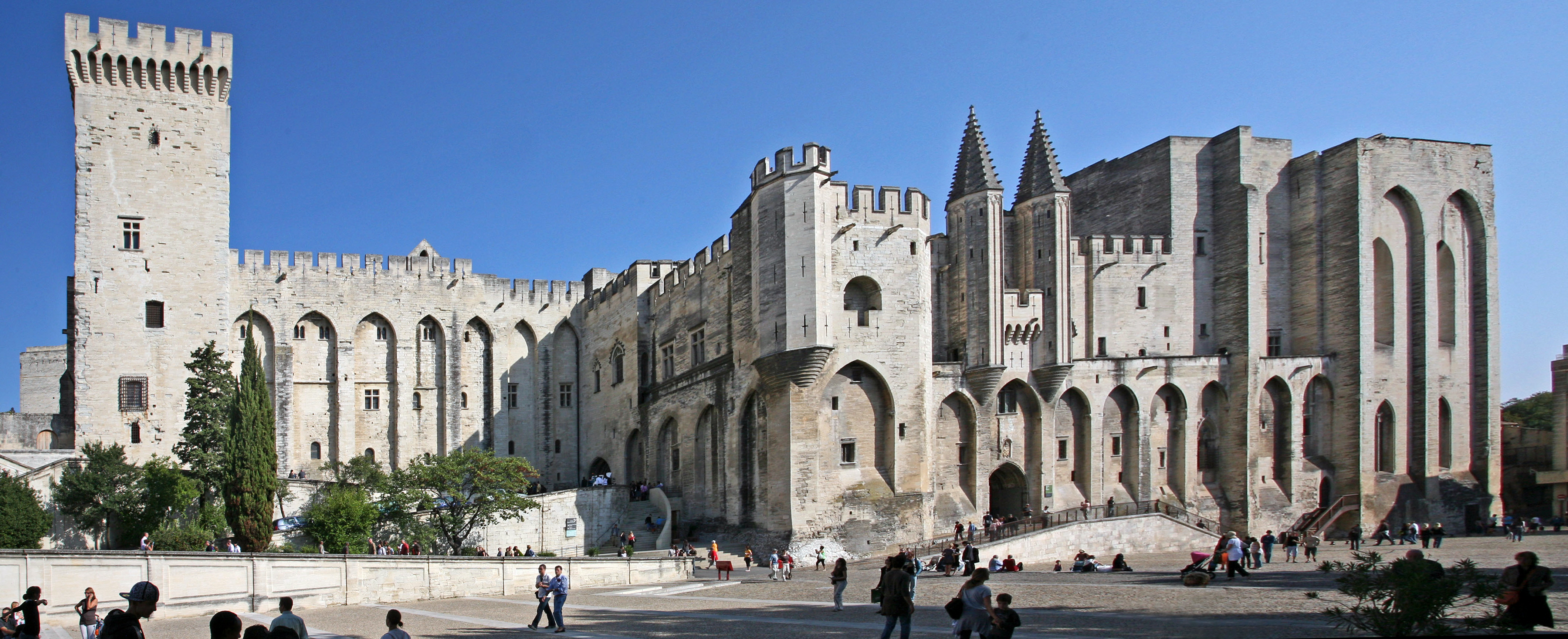
El Palau dels Papes d'Avinyó

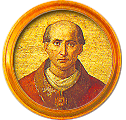
El papa Joan XXII.

El Conclave de 1304–05 fou un dels conclaves més llargs de la història. Després de l'interregne d'onze mesos ocasionat per les disputes entre els cardenals francesos i italians, acabà amb l'elecció de l'arquebisbe de Bordeus Raymond Bertrand de Got com el papa Climent V, tot i que no era cardenal. Per complaure el rei francès, acceptà ser coronat a Lió, i restà a França a causa de la caòtica situació de la Itàlia central, instal·lant-se a Avinyó. La seva major dificultat fou resistir-se al domini de la corona francesa, arribant a dissoldre els cavallers templers davant la insistència reial. 
Aquesta dependència del papat respecte la corona francesa no es degué simplement a la pressió externa de la monarquia: de manera inevitable, i durant el seu llarg exili a França, el papat es veié colonitzat, convertint-se en un papat francès.
D'ací canvià la percepció del papat, apareixent una teoria política secularitzada: l'auge de l'aristotelisme apropà la idea que l'Estat tenia una autonomia i un ordre diferent del de l'Església. Joan XXII emfatitzà en la grandesa del papat i insistí en la superioritat sobre l'emperador i el seu dret a nomenar-lo i deposar-lo. Fou un reformador econòmic i administratiu, que augmentà el control papal sobre les designacions episcopals i monàstiques i amplià el sistema de tributació papal, reorganitzant la cúria i el codi de dret canònic.
En general, l'exili avinyonès no resultà del tot negatiu, en tant que, en sentir-se lliure de la implicació en les complicades relacions i venjances de la noblesa romana; i la cort papal d'Avinyó es convertí més que mai en el centre administratiu i judicial de l'Església. Per tant, no és sorprenent que contribuïssin a perfeccionar i sistematitzar considerablement tant la burocràcia com les finances papals; originant-se tot el sistema de departaments de la cúria, fundant-se el 1331 el tribunal de la Rota, destinat a abordar els casos matrimonials.

### El Cisma d'Occident (1378–1417)

La divisió de les fidelitats europees durant el Cisma d'Occident

Després de setanta anys a França, la cúria pontifícia era naturalment francesa i afrancesada. De tornada a Roma, la tensió entre les faccions franceses i italianes era inevitable. La tensió esclatà després de la mort del francès Gregori XI, un any després del seu retorn a Roma. El poble romà reclamava un papa romà o, com a mínim, italià. El 1378 el conclave escollí un napolità, Urbà VI. La seva intransigència aviat alineà els cardenals francesos. I el caràcter del poble romà els feu declarar, en retrospectiva, que la seva elecció era invàlida, car s'havia produït sota amenaces.
Els cardenals francesos celebraren un nou conclave, on elegiren un dels seus, Robert de Gènova, que adoptà el nom de Climent VII. El 1379 retornà al palau dels papes d'Avinyó, mentre que Urbà VI continuava a Roma.
Entre els poders polítics, Polònia, Hongria, Portugal, Anglaterra, Flandes, molts estats italians i el Sacre Imperi Romanogermànic es declararen fidels al papa de Roma, mentre que França, Nàpols, Navarra, Castella, Savoia, alguns prínceps de l'Imperi enfrontats a l'emperador i Escòcia es declararen d'obediència avinyonesa. D'entre els poders de la Cristiandat, cal assenyalar el cas del rei indiferent: Pere el Cerimoniós (1336-1387), que, durant tot el seu regnat, no es decantà pas per cap dels dos papes rivals, sinó que, mantenint una actitud equidistant, mirà d'aprofitar-se de l'existència de dues corts papals enfrontades per afavorir els seus projectes expansionistes. Després de la mort de Pere el Cerimoniós, els seus fills Joan el Descurat (1387-1396) i Martí l'Humà es decantaren pel papa d'Avinyó.
Per altra banda, la divisió també afectà persones de reconegut prestigi d'aleshores, moltes de les quals, posteriorment, l'Església ha reconegut com a sants o beats. Així, Caterina de Siena, Caterina de Suècia, Ursulina de Parma, Felip d'Alençon i Gerard de Groote foren partidaris del papa de Roma, mentre que Vicent Ferrer, Coleta de Corbie i Pere de Luxemburg obeïren el papa d'Avinyó. Generalment, els teòlegs i juristes de l'època adoptaren el punt de vista seguit pels poders polítics del seu país.
Durant gairebé quaranta anys l'Església tingué dues cúries papals i dos col·legis cardenalicis, cadascun dels quals elegia un nou papa per Roma o per Avinyó quan la seu quedava vacant. Encara que els successius papes (5) i antipapes (4) expressaren el seu desig de posar final al cisma, a la pràctica ambdós bàndols consagraren tota la seva energia en consolidar el seu propi sosteniment i minar el rival. Cadascun dels papes exercia la seva influència entre els reis i prínceps per portar-los a la seva fidelitat, canviant d'aliances quan podien treure avantatges polítics. Les despeses cada cop més importants del papat ara havien de ser sufragades per una comunitat dividida, i els papes rivals es barallaren per uns ingressos que eren objecte de grans disputes.

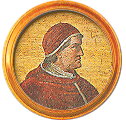
El papa Bonifaci IX

Bonifaci IX el 1391, per mitjà d'una butlla on senyalava com a indiscutible la seva elecció i la d'Urbà VI, es negava a la idea d'un nou concili, però convidava França a un apropament, i en el cas que Climent VII d'Avinyó acceptés l'abdicació, mantindria la condició de cardenal i un extens vicariat a França i Espanya., obrint-se una nova via per a la unificació.
En morir Climent VII d'Avinyó, el Consell Reial de França, escoltant la indicació de Simó de Cramaud, patriarca d'Alexandria, retardà l'elecció del successor per tal de resoldre la situació. paral·lelament, Joan I de Barcelona emprenia una gestió anàloga. No obstant, la tardor de 1394 és elegit el cardenal Pedro de Luna unànimement, sota el nom de Benet XIII d'Avinyó.

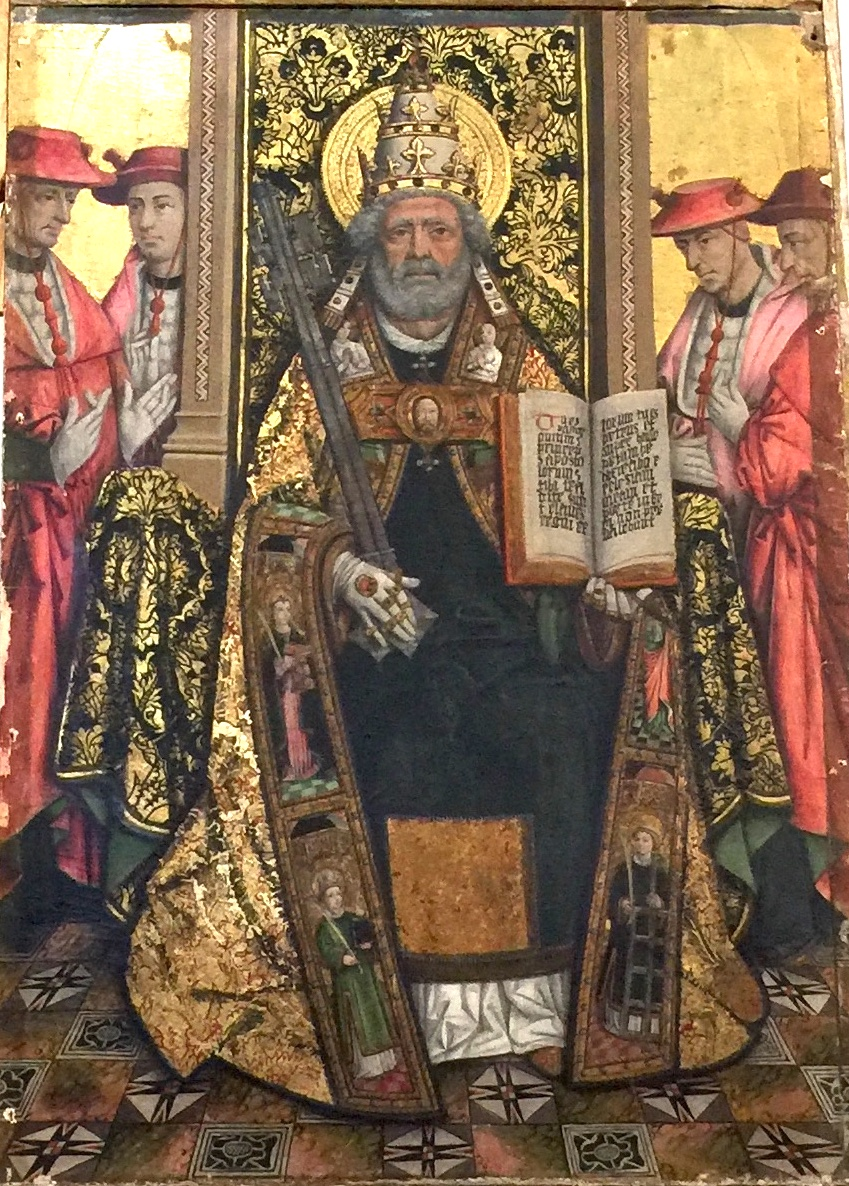
Benet XIII d'Avinyó

L'anunci de l'elecció de Benet XIII posà fi temporalment a les temptatives de presa de contacte entre París i Roma.. El 1395, el Consell Reial de França i la Universitat de París s'alinearen amb la via de l'abdicació, però Benet XIII, davant els ambaixadors reials, expressà "la seva repugnància per l'abdicació" (tot i haver-ho jurat).Martí, rei de Trinàcria, succeí el seu germà Joan com a comte de Barcelona, després d'un delicat període de regència que garantí Maria López de Luna. El 1397 el nou rei passà una temporada a Avinyó, on conversà amb el papa per tal de trobar una solució que no impliqués l'abdicació.
La tossuderia de Benet davant el silenci de Bonifaci respecte a l'abdicació començaren a consternar els fidels arreu.
La primavera de 1396 es feren els primers intents de negociació. Fernando Pérez Calvillo, bisbe de Tarassona, en nom de Benet XIII, proposa una reunió personal entre ambdós papes a Ligúria. Per a Bonifaci, la doble cessió és una abominació (a l'igual que per a Benet); i el que veritablement cercava Pérez era la cessió de Bonifaci.
El 1397 les converses van ser indirectes, i els ambaixadors anglès, francès i castellà que havien anat a Avinyó no pogueren concloure res a Roma. El 1399 el duc d'Orleans intentà discutir sobre l'abdicació amb Giovanni Tomacelli, germà del papa, sense resultat, com tornà a succeir el 1400 amb els contactes que Bonifaci mantingué amb Aragó o l'ambaixada enviada per Carles VI a Venècia. El 1401, Bonifaci IX denegà als bisbes d'obediència adversa tot poder de consagració; mentre que a la butlla In coena de Dijous Sant, que cadascun d'ells va escriure paral·lelament, serví per que ambdós s'excomuniquessin.
El 12 de setembre de 1397 el govern Valois donà l'ordre d'aturar tota predicació i tots els escrits contraris a la vida de l'abdicació. Al sínode de París de 1398, Simó de Cramaud afirmà que "un cisma invertebrat s'està convertint en heretgia" davant els al·legats pro-pontificis del bisbe de Saint-Pons.
L'acusació principal contra Benet no era la de perjur, sinó d'abusar de les col·lacions. Segons Cramaud, tot el mal provenia de Benet: «Cal obligar-lo a abdicar per mitjà de la sostracció; i un cop obtinguda la doble cessió, un concili de les dues obediències restablirà la pau, per poc que es vulgui».
Al juliol se celebrà la votació del sínode sobre la qüestió de la sostracció, on 247 de 300 votaren per aplicar-la. El 27 de juliol es publicà una ordenança reial on es negava l'obediència a Benet.
La situació canvia quan, el 1402, les universitats d'Orleans i Tolosa reclamaren la restitució de l'obediència a Benet d'Avinyó i amb la mort de diversos dels promotors de la subtracció, la dissidència s'afeblí.
La nit de l'11-12 de març de 1403, Benet abandonà el Palau Apostòlic, a l'abril Castella tornà a l'obediència avinyonesa i, finalment, el 28 de maig de 1403, una ordenança reial tornava França a l'obediència avinyonesa.
La primavera de 1404 Benet envià ambaixadors a Roma, en un moment en què Bonifaci, malalt, estava més irritable que mai, retirant-se de les converses el 29 de setembre i morint dos dies després.

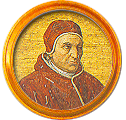
El papa Innocenci VII

El Patriarca d'Aquileia diria que el que primer calia era restablir la unitat abans que no pas escollir un nou pontífex, però no se'l va escoltar, escollint-se el 17 d'octubre Innocenci VII. Davant els ambaixadors avinyonesos afirmà que si no tenien res de nou a proposar, era inútil insistir.
Benet XIII provà d'explotar una situació que jutjava beneficiosa, marxant sobre Roma amb el duc d'Orleans, el qual hauria de ser coronat emperador, i el 16 de maig de 1405, Benet arriba a Gènova, però finalment, Carles VI rebutjà tot suport militar.
Malgrat tot, Innocenci reclutà mercenaris, però les seves energies s'esgotarien aviat. El novembre de 1405 volia celebrar un concili amb vistes a treballar per a la unió, però la situació a Roma provocà que la convocatòria es prorrogués, però autoritzà els fidels francesos a establir contactes amb els seus rivals.
El conclave de 1404 tindria feren un nou jurament: l'elegit abdicaria tan bon punt es conegués la cessió o la mort del seu rival, a condició de que els cardenals contraris s'unissin a ell, sent escollit Gregori XII. Gregori renovà el seu jurament d'abdicació, i França insistí davant Benet XIII que discutís seriosament la doble abdicació .
El 3 d'abril de 1407 es trobaren a Marsella els plenipotenciaris de Gregori amb Benet. El dia 21 s'arribà a un acord, segons el qual, ambdós pontífexs es trobarien a Savona. Però les dificultats econòmiques de Gregori van retardar la seva marxa. Finalment, s'acceptà celebrar la trobada en un territori "neutral", Pisa., però Gregori va anar posposant la trobada.. A mida que passava el temps, els cardenals romans s'allunyaven de la política de Gregori i s'inclinaven cap a les negociacions directes amb els avinyonesos. El 1409, davant les tensions del Sacre Col·legi romà, Gregori reiterà la seva prohibició d'abandonar la ciutat de Lucca, on es trobaven, fent que diversos cardenals fugissin cap a Pisa .
Finalment es trobaren amb ells els cardenals avinyonesos, i tots units van escriure a l'emperador i als reis de França, Hongria, Anglaterra, Portugal i, en general, a tots els sobirans i bisbes anunciant-los la seva intenció de convocar un concili .
El 1409 se celebrà un concili a Pisa per tal de resoldre la situació. El concili declarà ambdós papes com a cismàtics (Gregori XII a Roma i Benet XIII per Avinyó) i en nomenà un de nou, Alexandre V. Però cap dels papes ja existents estava disposat a dimitir, de manera que l'Església arribà a tenir tres papes.

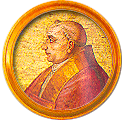
El papa Martí V

El 1414 se celebrà un nou concili, aquest cop a Constança. El març de 1415, el papa pisà, Joan XXIII abandonà Constança disfressat, però fou fet presoner i deposat al maig. El papa romà, Gregori XII, dimití voluntàriament el juliol. El papa d'Avinyó, Benet XIII, es negà a viatjar a Constança. De resultes d'una visita personal de l'emperador Segimon I, no consideraria la dimissió. El concili de Constança finalment el deposà el juliol de 1417. Denegant el seu dret a fer-ho, es refugià al castell de Peníscola, on continuà actuant com a papa, creant nous cardenals i publicant decrets, fins a la seva mort el 1423, però cada cop més es veié mancat de suport.
El concili de Constança del novembre, havent netejat finalment el camp de papes i antipapes, elegí Oddone Colonna com papa Martí V.
L'elevat prestigi del papat havia acabat. Ara hi havia en el si de l'Església un important grup d'opinió que afirmava que, en cas d'emergència, fins i tot el papa havia de respondre davant de l'Església reunida en concili.
El Cisma deixà el papat malferit, desconfiant de tota la idea dels concilis ecumènics en conjunt i amb una perillosa resistència a les peticions de reforma. En termes polítics també es veié molt afectat: tot i que l'aprovació papal seguia sent una carta que a tot monarca li interessava tenir, i l'hostilitat papal era un problema, mai mes un papa no podria derrocar emperadors o exercir una autèntica jurisdicció sobre els tradicionals regnes feudals del papat. Per disminuir els drets dels concilis, Martí V i Eugeni IV arribaren a acords individuals o "concordats" amb molts governants. Aquests concordats contribuïren a erosionar moltes de les prerrogatives papals arrencades als poders seculars pel papat reformista i reduïren dràsticament el control papal sobre les esglésies locals.
Així, els prínceps seculars es mostraren decidits que no es recuperés ni es consolidés la doctrina de la supremacia papal, pròpia de l'alta edat mitjana.
| Papes del Cisma d'Occident |
| -------------------------- |
|                            |

## Edat moderna (1417-1775)

### El papat del Renaixement (1417–1534)

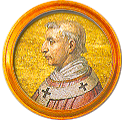
El papa Nicolau V

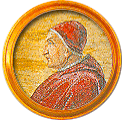
El papa Sixt IV

D'ençà de l'elecció de Martí V pel concili de Constança el 1417 i fins a la Reforma Protestant, el cristianisme occidental quedà lliure de cismes i de destacats reclamants papals en disputa. Martí V retornà el papat a Roma el 1420. Tot i que hi havien importants divisions sobre la direcció de la religió, aquestes foren resoltes sobre els llavors establerts procediments del conclave papal. En tornar a Roma, Martí V la trobà destruïda i abandonada: els papes renaixentistes es conjuraren a canviar-ho, planificant nous carrers i edificis per perpetuar els seus noms i els de les seves famílies, edificis que elevarien Roma tant com centre de l'Església com la major de les ciutats d'Europa. Els poderosos papes i cardenals cada cop més es convertiren en mecenes de l'art i l'arquitectura renaixentista. Eugeni IV portaria a Roma Fra Angelico, però seria Nicolau V qui posaria les preocupacions i anhels renaixentistes al centre del programa papal, creant la Biblioteca Vaticana i proposant la reconstrucció radical de la mateixa basílica de Sant Pere.
A diferència dels seus pars europeus, els papes no eren monarques hereditaris, de manera que només podien promocionar els interessos de les seves famílies mitjançant el nepotisme, entre d'altres en crear la figura del cardenal nebot. El Col·legi cardenalici estava dominat pels cardenals nebots (parents dels papes que els havien elevat), cardenals de la corona (representants de les monarquies catòliques europees) i pels membres de les poderoses famílies europees. El Col·legi mutà en una rica classe cardenalícia, amb grans connexions dinàstiques. La infiltració aristocràtica al cardenalat estava en funció de la creixent politització del papat: els governants d'Espanya, França i Itàlia necessitaven cardenals domesticats per exercir pressió sobre la política papal o en els conclaves. Però paradoxalment, aquest període observà l'exclusió dels cardenals de les mesures polítiques papals, sent degradats d'assessors papals a simples cortesans que cobraven una pensió.
L'extensió del nepotisme i els nomenaments venals al cardenalat (a canvi de diners o favors) feu que, a final de segle, les eleccions tinguessin cada cop menys probabilitats que sortís escollit el suposat candidat de Déu. Tot i això, abans del Cisma d'Occident, el papat havia derivat molts dels seus ingressos de «l'exercici vigorós de la seva tasca espiritual», durant aquest període els papes depenien finalment dels ingressos dels mateixos estats pontificis. Amb grans despeses en guerres i projectes de construcció, els papes trobaren una nova font d'ingressos en la venda d'indulgències i càrrecs burocràtics i eclesiàstics.
El Jubileu de 1450, convocat per Nicolau V fou un èxit, amb desenes de milers de pelegrins acudint a Roma, constituint una fita decisiva pel papat renaixentista. Després dels amargs traumes del cisma i la propaganda antipapal del moviment conciliarista, el caràcter central de Roma i del papa al catolicisme popular quedà indisputadament confirmat. El jubileu també es convertí en un instrument de reforma papal. Si bé la temptativa de reforma papal era genuïna, molts ho van veure com una qüestió cosmètica.
El 1453 caigué Constantinoble en mans dels turcs. Per al successor de Nicolau, el valencià Calixt III, la reconquesta de Constantinoble es convertí en la principal preocupació, ordenant aturar tots els projectes de construcció iniciats per Nicolau.

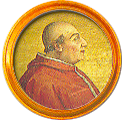
El papa Alexandre VI

Els Estats Pontificis començaren a semblar un estat nació modern durant aquest període, i el papat prengué un paper cada cop més actiu en les guerres europees i en la diplomàcia. Els papes d'aquest període usaren els exèrcits papals no només per enriquir-se ells i les seves famílies, sinó que també per reforçar i expandir-se territorialment. Sixt combatí contra Florència, Ferrara i Venècia, canviant d'aliat amb el tranquil cinisme d'un príncep secular.
Innocenci VIII (1484-1492) fomentà la revolta de Nàpols i s'alià amb els Médici florentins, casant el seu fill Franceschetto amb la filla de Llorenç el Magnífic; anècdota que es convertiria en pràctica habitual pel seu successor, Alexandre VI (1492-1503), qui tingué almenys 9 fills il·legítims, dels quals en reconegué quatre abans d'esdevenir Papa: Cèsar, Lucrècia, Jofré i Joan. Com papa emprà sistemàticament els matrimonis dinàstics dels seus fills per establir aliances amb tota una sèrie de prínceps; i es desprengué de grans extensions de territoris papals a fi de crear ducats independents pels seus fills Joan i César. Els papes també eren sovint reclamats per tant arbitrar disputes entre les potències colonials en competència com per resoldre complicades disputes teològiques. L'arribada a Amèrica de Cristòfor Colom el 1492 encengué les ja difícils relacions entre els regnes de Portugal i Castella, les maniobres dels quals per les possessions dels territoris colonials a la costa africana durant diversos anys havien estat regulades per les butlles papals de 1455, 1456 i 1479. Alexandre VI respongué amb tres butlles, que eren molt favorables a Castella; la tercera Inter caetera (1493), concedia a Castella el dret en exclusiva per colonitzar la major part del Nou Món. La necessitat d'una reforma de l'Església era cada cop més urgent. El 1497 Alexandre VI excomunicà el dominic florentí Girolamo Savonarola, el qual identificava la Roma d'Alexandre amb les forces de l'Anticrist, i seria penjat i cremat a Florència l'any següent. Més al nord, Erasme de Rotterdam també exigia reformes.

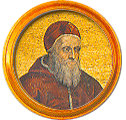
El papa Juli II

El papa Juli II (1503-1513) fou conegut com el papa guerrer o el terrible pel seu ús de les matances per incrementar els territoris pontificis, dedicant-se a recuperar pel papat els territoris apropiats pels Borgia. Al final del seu pontificat havia expulsat els francesos d'Itàlia i ampliat els Estats Pontificis per incloure Parma, Piacenza i la regió de Reggio Emilia.
Malgrat això, Juli II, nebot de Sixt IV, mantingué el mecenatge del seu oncle sobre les arts al servei del papat, però a una escala encara més impressionant, culminant en la col·locació de la primera pedra de la nova basílica de Sant Pere el 18 d'abril de 1506.
El maig de 1512 Juli II inaugurà el Cinquè Concili del Laterà, totalment ineficaç en estar compost fonamentalment per bisbes italians designats pel papa, amb un ordre del dia dictat per ell i amb els decrets publicats en forma de butlla. El seu successor, Lleó X (1513-1521) aplicà una política bèl·lica destinada a afavorir els interessos de Florència i de la seva família (els Medici, en comptes d'afavorir els interessos papals com a tals.
Continuà amb el concili, però l'únic resultat satisfactori pel papat fou la desacreditació del cismàtic Concili de Pisa i l'abandó de la teoria conciliar per part de la monarquia francesa.
D'acord amb Eamon Duffy, «el papat del Renaixement evoca imatges d'un Hollywood espectacular, tot decadent i ple d'endollats. Els contemporanis veien la Roma renaixentista tal com avui veiem el Washington de Nixon, una ciutat plena de meuques cares i moviments polítics, on tot i tothom tenia un preu, on no es podia confiar en res ni en ningú. Els mateixos papes seguien aquesta pauta». Per exemple, Lleó X es diu que afirmà: «Deixeu-nos gaudir del papat, car Déu ens l'ha concedit». Diversos d'aquests papes tingueren amants i engendraren fills i participaren en intrigues i fins i tot assassinats.

### La Reforma i la Contrareforma (1517–1580)

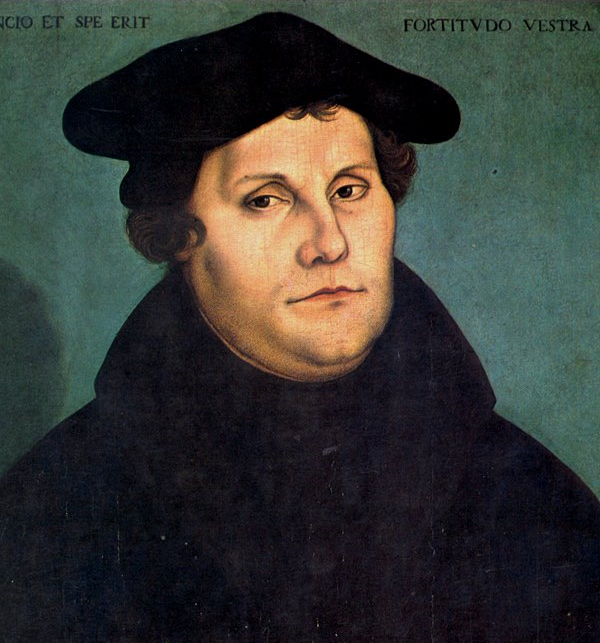
Martí Luter

El 1517 Martí Luter, un desconegut professor de teologia de la Universitat de Wittenberg, proposà un debat acadèmic sobre la qüestió de les indulgències. Luter no protestà per l'abús de les indulgències, sinó per la mateixa indulgència Les idees de Luter s'estengueren molt de pressa per tota Alemanya, mentre que a Roma Lleó X no entengué la gravetat de la crisi i la necessitat de mesures dràstiques de reforma. Inicialment intentà que els agustins, orde al qual pertanyia Luter, el silenciessin; el juny de 1520 condemnà les tesis de Luter a la butlla Exsurge Domine, butlla que fou cremada públicament per Luter, i finalment l'excomunicà.
Alemanya tenia una llarga tradició antiromana que Luter i els seus partidaris van saber emprar. El successor de Lleó, Adrià VI (1522-1523) posà en marxa un programa d'estalvis dràstics que reduí notablement el personal de la cúria. Teòleg escolàstic antiquat, no tenia cap consideració pel Renaixement. Era devot i partidari de la reforma, i envià un delegat a la Dieta de Nuremberg, el qual reconegué que «els mals de l'Església» provenien «directament del papat» i anuncià la intenció d'Adrià de portar a terme una reforma a fons de la cúria i de la jerarquia en general; però també advertí que si Luter persistia, hauria de ser reprimit. Adrià tampoc no havia entès l'autèntic poder del missatge luterà.

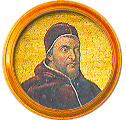
El papa Climent VII

El successor d'Adrià VI, Climent VII (1523-1534), diferia d'aquell com el dia de la nit. Fill bord de Julià I de Mèdici, era un home de la Cúria. Mecenes de Rafael i Miquel Àngel, políticament fou un papa desastrós. De personalitat desconcertant, es mostrà com un home indecís sense remei, paralitzat davant la possessió de l'autoritat, tot i haver estat un excel·lent segon, en un moment en què apareixien forts estats nacions amb monarques poderosos i amb un enorme desig d'afirmació.
Si bé com a cardenal es mostrà partidari de l'emperador, com a papa oscil·là contínuament entre França i l'imperi. El fracàs en les campanyes diplomàtiques i militars de Climent VII resultaren en el saqueig de Roma el 1527. Després d'aquest fet, Climent es reconcilià amb Carles, a qui coronà emperador a Bolonya el 1530 (la darrera coronació d'un emperador en tota la història). En aquells moments era clar per a tothom que per resoldre la divisió religiosa a Alemanya caldria un concili ecumènic, però malgrat totes les pressions (fins i tot de l'emperador Carles), Climent s'oposà.
Per un altre costat, Enric VIII d'Anglaterra, fervorós partidari de l'ortodòxia, mobilitzà els millors teòlegs d'Anglaterra per refutar a Luter. Però quan se li negà el divorci amb Caterina d'Aragó, Enric afirmà la seva supremacia sobre l'Església d'Anglaterra i repudià el papat: Anglaterra, on gairebé no havien afectat les idees protestants, es perdé així per al papat.

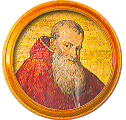
El papa Pau III.

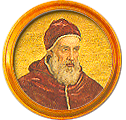
El papa Pau IV.

Tot i la necessitat de reforma, l'elecció de Pau III (1534-1549) semblà un gest destinat a recuperar les antigues glòries renaixentistes, car el nou papa era un aristòcrata romà. En ser escollit, Roma esclatà en focs artificials, mascarades i carnavals. Malgrat això, fou qui impulsà la reforma interna de l'Església. Pressionà tant a l'emperador com al rei de França perquè l'ajudessin a convocar un concili, on volia abordar tant la reforma doctrinal com la pràctica. El desembre de 1545 aconseguí convocar el concili a Trento, als Alps italians. En els preparatius del concili, i davant el fracàs de la negociació amb els protestants, es creà una inquisició romana. Malgrat això, Pau III era conscient que amb la repressió no n'hi havia prou i seguí pressionant per a una reforma de la cúria.
Finalment, el desembre de 1545 es reuní el Concili de Trento (1545-1563), que s'estendria durant els cinc pontificats següents, les sessions del qual eren curosament regulades pels delegats papals, i que es convertí en una ofensiva contra els perills que amenaçaven el catolicisme.
Després de Trento, l'Església estaria millor organitzada, comptaria amb un personal més ben preparat i tindria un caràcter més clerical, però també més vigilant i repressiu, transformant-se en una institució més sòlida i formidable.
La reforma sobreviuria a Juli III (1550-1555), de caràcter també mundà com Pau III, però mancat de la seva grandesa; així com a Pau IV: sota Pau IV la reforma adquirí un caràcter fosc i temible, es desconfià de la creativitat en considerar-la una innovació perillosa, i les energies teològiques se centraren més a reprimir l'error que no pas en explorar la veritat, se suspengué el concili, substituint-lo per una comissió de cardenals, teòlegs i superiors d'ordes per tal de fer la reforma pràctica, la Inquisició augmentà la seva activitat i es creà l'Índex de Llibres Prohibits.
Pius IV (1559-1565) tanca el Concili de Trento. (1565-1572), Gran Inquisidor sota el pontificat de Pau IV, la reactivà, endurí el tractament contra els jueus i, en la creença de l'autoritat suprema del papat sobre els governants seculars, excomunicà a Isabel I d'Anglaterra i ordenà la seva deposició, en una mesura que ofengué tant els governants catòlics com els protestants i que l'únic que aconseguí fou desencadenar una persecució governamental dels catòlics anglesos.
El 1582, el papa reformista Gregori XIII revisà el calendari julià, llavors vigent i ple d'inexactituds, ometent deu dies del mes d'octubre de 1582 per corregir els errors acumulats durant els segles i introduint un nou mètode per calcular els anys de traspàs. Però aquesta reforma provocà una onada de terror i ira entre els països protestants, provocant que no s'acceptés a Anglaterra fins al 1752 i a Suècia fins al 1753.

### El final del Concili i l'era de l'absolutisme (1585–1775)
El pontificat de Sixt V (1585-1590) inaugurà l'etapa final de la Contrareforma. Per a alguns, combinava les característiques més temibles de Juli II i Pau IV: de caràcter violent, autocràtic i implacable; ferotge en la seva política religiosa, animant les forces del catolicisme a França, Polònia i Savoia a posar tot el pes dels seus exèrcits en favor de la campanya contra la Reforma, i oferint-se a finançar l'Armada Invencible contra Anglaterra. A Roma posà en marxa una campanya de purgues morals, reduí el poder dels cardenals i posà l'accent en la supremacia papal, exigint a tot nou bisbe que viatgés a Roma abans de prendre possessió de la seu.
Alhora s'ocupà que la cara externa de Roma mostrés la grandesa espiritual del papat. A partir de Sixt V, el papat començà a semblar-se a les fortes monarquies nacionals: el papa era un monarca absolut més entre els altres, entrant en conflicte sovint amb altres monarques catòlics. Malgrat això, el papat de la Contrareforma es considerava cridat a unir els prínceps catòlics per tal de reformar l'Església per dins i combatre l'enemic extern, fos protestant o turc.

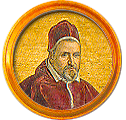
El papa Pau V.

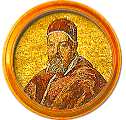
El papa Urbà VIII

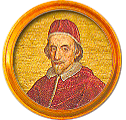
El papa Innocenci XI

Climent VIII (1592-1605), de tarannà pietós però realista, es reconcilià amb Enric IV de França i acceptà l'Acta de Tolerància atorgada als protestants, alliberant-se de la dependència amb Espanya. El 1606, davant la promulgació de lleis que entraven en conflicte amb la butlla In Coena Domini, Pau V excomunicà tota la República de Venècia i posà la ciutat sota un interdicte. Davant aquesta decisió, els governants de tot el món catòlic se sentiren alarmats davant aquesta confrontació amb un estat sobirà, i la mateixa Signoria decidí ignorar-lo. Finalment, el 1607 el papa es veié obligat a aixecar l'interdicte sense haver aconseguit cap concessió real per part de la república. L'arma papal definitiva, l'excomunió i l'interdicte, s'havia intentat emprar donant-li la màxima publicitat, però aquest cop havia demostrat ser ineficaç.
Amb el descobriment del Nou Món i el creixement de les activitats missioneres allà, Gregori XV (1621-1623) creà el 1622 la Sagrada Congregació per a la Propaganda de la Fe, destinada a supervisar les activitats missioneres arreu del món. El 1627 Roma ja disposava d'un seminari interracial, l'Urbanum, i de la seva pròpia impremta.
El 1620 tingué lloc la batalla de la Muntanya Blanca, la primera gran victòria catòlica a la Guerra dels Trenta Anys. El papa Pau V patí un infart durant la cerimònia d'acció de gràcies per commemorar la victòria, i el seu successor Gregori XV (1621-1623) consagrà tots els seus esforços a treure el màxim profit de la victòria.
El 1648 acabà la Guerra, no amb la victòria del catolicisme i el papat, sinó amb la institucionalització del protestantisme, demostrant que cap de les grans potències europees estava disposada a modificar la seva política exterior a partir de consideracions estrictament confessionals.
Aquesta contradicció en la posició del papat, líder triomfal del catolicisme militant però relegat a fer un paper testimonial a la Realpolitik europea quedà clarament revelada en el pontificat d'Urbà VIII (1623-1644). En aquesta època el papat iniciaria un camí de luxe i ostentació que Urbà VIII portaria al cim, fent de mecenes per a escriptors, pintors, músics i escultors, sobretot per a Gian Lorenzo Bernini.
El revoltim de simbolisme espiritual i ambició desmesurada fou la tònica de tot el pontificat. Paral·lelament el seu règim es veié dominat per un secularisme que erosionà inexorablement el prestigi del papat barroc, manifestant-se en l'absolutisme autocràtic del mateix papa. Aquesta degradació resultà encara més evident en el descarat nepotisme del papa en la incessant promoció i enriquiment de la seva família. El tarannà rígid del papa d'Urbà fou rellevant en el cas Galileu: el contrast entre l'anterior tolerància i exaltació de Galileu i la injustícia de la seva condemna fou un signe eloqüent de la rigidesa del catolicisme barroc. Sota la seva arquitectura exuberant i espectacular en la superfície s'amagava una profunda incertesa, que es resolia mitjançant l'exercici peremptori de l'autoritat.
Durant la resta del segle xvii, l'estil creat per Urbà VII determinà l'aparença externa del papat. Els seus successors Innocenci X (1644-1655) i Alexandre VII (1655-1667) continuaren el mecenatge a Bernini.
Malgrat l'embolic, la impotència política del papat era més evident amb cada pontificat nou, especialment en les relacions amb França. Innocenci X era tan hostil a França com Urbà VIII n'havia estat favorable. Segons ell, tot allò que França guanyava era a costa de l'Església; i només a Espanya l'Església podia descansar tranquil·la. El cardenal Mazarino, primer ministre francès, arribà a considerar no reconèixer l'elecció d'Innocenci. De resultes, el paper internacional del papat com a pacificador entre les nacions catòliques se'n va ressentir (els francesos no permeteren una mediació papal a la pau dels Pirineus). El 1664, Lluís XIV envaí el territori papal d'Avinyó i obligà el papa a signar un humiliant tractat a Pisa. Durant la dècada del 1640 va aparèixer un tractat de Cornelius Jansen, bisbe d'Ypres. El 1653, responent a la petició de 85 bisbes francesos i mitjançant la butlla Cum occasione, Innocenci X condemnà cinc proposicions que resumien l'ensenyament jansenista.
En el transcurs del segle xvii, l'emperador i els reis de França i Espanya establiren el seu dret a un ius exclusivae, el dret a vetar qualsevol candidat al papat que no els agradés; i vers la fi de segle era habitual que els ambaixadors de les grans potències assistissin al conclave per a donar a conèixer els seus desigs. Les consideracions polítiques començaren a dominar l'elecció del papa, i la majoria requerida de dos terços esdevingué quelcom cada cop més difícil d'assolir. Davant aquests fets sorgiren a tots els conclaves un grup de cardenals zelanti, que deploraven aquesta ingerència política, que si bé rarament aconseguien assegurar la seva elecció com a papa, sí que sovint tenien una influència decisiva.
Innocenci XI (1676-1689) fou un gran papa. Acceptà de mala gana la seva elecció per al papat, i només després de forçar els cardenals a acceptar un pla de reforma de l'Església, i ben aviat quedaren demostrades tant la seva habilitat pràctica com la seva integritat personal. D'un deute heretat de 50 milions d'escuts, aconseguí equilibrar els comptes i aconseguí acumular una reserva financera. Es llançà a promoure una activitat missionera arreu del món, impedí que els monarques catòlics es casessin amb l'emperador, tot i que desaprovà vigorosament les persecucions religioses, condemnà el tractament infligit per Lluís XIV als hugonots i intentar convèncer a Jaume II que renunciés a la seva política agressivament catòlica a Anglaterra. Per la seva disputa amb Lluís XIV, ocasionada per la negativa del papa a acceptar intromissions seculars als drets eclesiàstics, creixeren els sentiments antipapals a França, creant-se una situació on semblava inevitable el cisma entre França i el papat.
A inicis del segle xviii el papat ja havia recorregut un camí que el posaria a mercè de les grans potències europees. Els papes del segle xvii veieren cada cop més limitades les seves possibilitats de maniobra, a mesura que els monarques europeus eren cada cop més forts i intentaven situar l'estructura de l'Església sota control estatal. Amb vista a assegurar la màxima llibertat possible per a l'Església, els papes adoptaren el costum de signar tractats o concordats que definissin els drets i el paper de l'Església. Però els governants successius de França, Portugal, Espanya i l'Imperi van anar minant a poc a poc les condicions establertes en aquests concordats, així com les llibertats i drets de l'Església. Climent XI (1700-1721) fou el darrer papa anterior a la Revolució Francesa que tingué un paper destacat a la política europea com a príncep per dret propi, sent una calamitat pel papat. El 1700 posà tot el seu per en favor del candidat francès al tron vacant d'Espanya: considerà preferible que un francès controlés els territoris espanyols de Nàpols, Milà i la Toscana, amb el resultat que els Habsburg austríacs envaïren Itàlia, derrotant els exèrcits papals el 1708, amb una rendició humiliant i molt perjudicial davant d'Àustria que conduí a Espanya a una guerra que durà sis anys. Assolí un clímax catastròfic en el debat jansenista el 1713, quan promulgà la butlla Unigenitus, on condemnava 101 propostes extretes del tractat devocional Reflexions morals sobre els Evangelis, escrit pel jansenista Pasquier Quesnel.

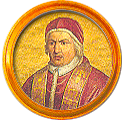
El papa Benet XIV

El seu successor, Benet XIII (1724-1730) era un pietós dominic que es negà a comportar-se com un papa, sinó que ho feu com un senzill capellà de poble, delegant totes les qüestions del papat en mans del seu secretari, Niccolò Coscia, un home totalment corrupte, sota el qual tota l'administració dels Estats Pontificis es convertí en un escàndol públic.
Per contra, Benet XIV (1740-1758) fou un dels màxims exponents papals de realisme i sentit comú. El seu llarg pontificat està ple d'activitats destinades a perfeccionar i modernitzar la tasca tradicional del papat. Admirat tant per protestants com per catòlics, volia un catolicisme eficient, modern i actiu, i pensava que el Concili de Trento havia proporcionat el model necessari. Tot i protegir historiadors i teòlegs partidaris de la reforma, i que creia en la importància de l'erudició i la ciència, també redactà noves normes per a l'Índex de Llibres Prohibits. fou el primer papa que va fer servir sistemàticament les encícliques com a forma preferida de magisteri. Tot i que evità una confrontació directa amb els governants seculars, desplegà grans esforços diplomàtics per a evitar cedir fins i tot en les reivindicacions temporals del papat. Tot i ser considerat com un home de la Il·lustració, Benet XIV era també un entusiasta de la religió dels vells temps, promovent i assistint personalment als sermons renovadors de l'antiga fe del franciscà Leonard de Port Maurice.
El 1768 el duc de Parma promulgà un edicte on prohibia apel·lar a Roma sense el seu consentiment i prohibint les butlles papals i la resta de documents que no haguessin estat signats per ell. Per a Climent XIII (1758-1769) allò era un acte cismàtic, declarant nul el decret en virtut de la butlla In Coena Domini; però els prínceps europeus se sentiren ultratjats i es mostraren en contra de la decisió papal.
Però la pitjor humiliació seria quan el 1773 Climent XIV (1769-1774), cedint a les pressions dels governants d'Espanya, Portugal, França i Àustria, ordenà dissoldre la Companyia de Jesús. La supressió dels jesuïtes pel papat, al servei del qual havien nascut i existit sempre fou la demostració més clara que es podia imaginar de la carència de poder del papa al nou ordre mundial. El 1770 Climent renuncià a la lectura de la In Coena Domini i ordenà suprimir-la de la litúrgia romana.

## Edat contemporània (1775-avui)

### L'era de les Revolucions (1775–1848)
Cap a la dècada del 1780 tots els estats catòlics europeus volien reduir el papa a una mera figura cerimonial: reis i prínceps nomenaven bisbes i abats, dictaven quines festes complir i quines s'havien d'ignorar, reprimien o ignoraven les apel·lacions a Roma, vetaven la publicació de declaracions papals... Sota la influència del jansenisme i d'un creixent interès per l'església primitiva, nombrosos teòlegs ressaltaren la supremacia del bisbe dins de l'església local. El papa era el primat i el darrer recurs en qüestions doctrinals, però la seva ingerència en els afers del dia a dia es considerava com una usurpació; i el príncep local feia el paper de Constantí en limitar-la.
A tota l'Europa catòlica, homes devots intentaren aconseguir una reforma de la religió lliure de la superstició i la ignorància, que la fes més útil, moral i racional. La gent de la Il·lustració considerava que el papa mantenia la superstició, i els desagradaven les relíquies i les indulgències, de les que Roma n'era la principal proveïdora.
Josep II d'Àustria era un devot catòlic que dictà més de 6.000 edictes regulant la vida religiosa del seu poble; però en un del 1781 ordenà la dissolució de les cases religioses dedicades exclusivament a l'oració i la contemplació, i mantenint aquelles que feien tasques «útils», com gestionar escoles u hospitals. Van desaparèixer unes 400 cases, un terç del total. I per fer-ho no es consultà el papa. A Itàlia el moviment antipapal adoptà formes més descarnades: des de mitjans de la dècada del 1770 el regne de les Dues Sicílies interrompé els tradicionals pagaments feudals al papat, i el govern de Nàpols començà a tancar els contactes amb Roma; se suprimí la Inquisició, els bisbes tenien prohibit fer ús del càstig de l'excomunió i, d'ençà de 1784, es prohibí tot contacte directe amb el papa: les comunicacions papals havien de sotmetre's a l'aprovació de l'Estat, i la corona reafirmà el seu dret a nomenar bisbes. Els papes respongueren negant-se a acceptar els bisbes nomenats per la corona: el 1787 hi havia 40 seus vacants; però pel 1792, amb gairebé de les seus de la Itàlia meridional vacants, el papat hagué de cedir finalment.

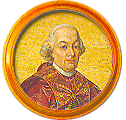
El papa Pius VI

Pius VI (1775-1799) demostrà ser un model pobre com a papa. De família aristocràtica que havia progressat gràcies al seu encant, mancat d'experiència pastoral i sense ser un home de profunda espiritualitat, fou escollit en demostrar que seria el candidat més acceptable per a les monarquies europees.
Tot i les finances papals estaven en una situació desesperada, gastà uns diners que no tenia en erigir obeliscs egipcis per Roma, construir una enorme sagristia per a Sant Pere o crear els Museus Vaticans; practicant també un nepotisme a gran escala. Quan empitjoraren les relacions amb Àustria, Pius decidí viatjar a Viena amb l'esperança que Josep II cediria davant el seu encant, però tot i ser rebut per multituds i que fos cobert d'honors per l'emperador, no aconseguí res en termes reals.
El 1789 França esclatà a França la Revolució. Inicialment no es tractà d'una crisi religiosa, car el catolicisme formava part integral de la constitució francesa, però gairebé tots els bisbes eren aristòcrates rics (encara que una tercera part del clergat parroquial vivia per sota dels nivells de subsistència). El 2 de novembre, a proposta del bisbe d'Autum Talleyrand, tota la propietat de l'Església a França fou posada a disposició de la nació, iniciant-se una gegantina desamortització (i resolent de cop la bancarrota nacional). El febrer de 1790 començà l'eliminació dels ordes religiosos existents. A partir d'aquest punt, les relacions amb Roma serien més febles que mai. El 12 de juliol el rei sancionà la Constitució civil del clergat, i l'endemà arribà una comunicació del papa Pius VI condemnant-la com a cismàtica.
El rei inicià una sèrie de negociacions amb el papa per assolir alguna solució de compromís, i els mateixos bisbes també es dirigiren a Roma... però Pius VI romangué silent, car temia provocar a França un cisma com el succeït a Anglaterra dos segles abans. i quan finalment, el maig de 1792 publicà la seva condemna, hi hagué un munt de retraccions. El juny el papa envià el cardenal Maury a la dieta de Francfort per instar a defensar l'Església davant l'emperador Francesc II.  En caure la monarquia, començà la persecució de l'Església La destrucció de l'Església a França fou vista amb un horror impotent des de Roma.
El 1796, un jove Napoleó Bonaparte avançà sobre Llombardia creant una república a Milà, i encara que no avançà cap a Roma, sí que s'annexionà les legacions de Ravenna i Bolonya. Per tal d'alliberar Roma de la invasió, el papa va haver d'accedir a un armistici humiliant; fins que el 1797, per la pau de Tolentino, es confirmaren i ampliaren les humiliants condicions.
Davant del principi del final del poder temporal dels papes (les legacions perdudes eren les úniques parts viables econòmicament dels Estats Pontificis), a la mateixa Roma hom arribà a pensar que no hi hauria un altre papa.
Enmig d'un clima d'avalots a Roma, el 15 de febrer de 1798 tropes franceses entraren a la ciutat, arrestant els cardenals i donaren tres dies a Pius VI perquè es preparés per abandonar-la. Morí presoner el 29 d'agost de 1799 a Valença.

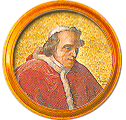
El papa Pius VII

Pius VII (1800-1823) fou escollit en un conclave celebrat a Venècia que s'estengué durant sis mesos.
Napoleó, ja Primer Cònsol, s'adonà del paper que podia jugar la religió en la seva lluita contra les potències europees, i afirmà que «el papa és un mitjà de crear opinió, i té una autoritat mortal equivalent a la d'un exèrcit de 200.000 homes», així com que desitjava «regalar al papa 30 milions de francesos». Finalment, el 15 de juliol de 1801 se signaria un concordat que regiria les relacions entre França i la Santa Seu durant un segle i proporcionaria un model per a les relacions del papat amb el nou ordre internacional del segle xix

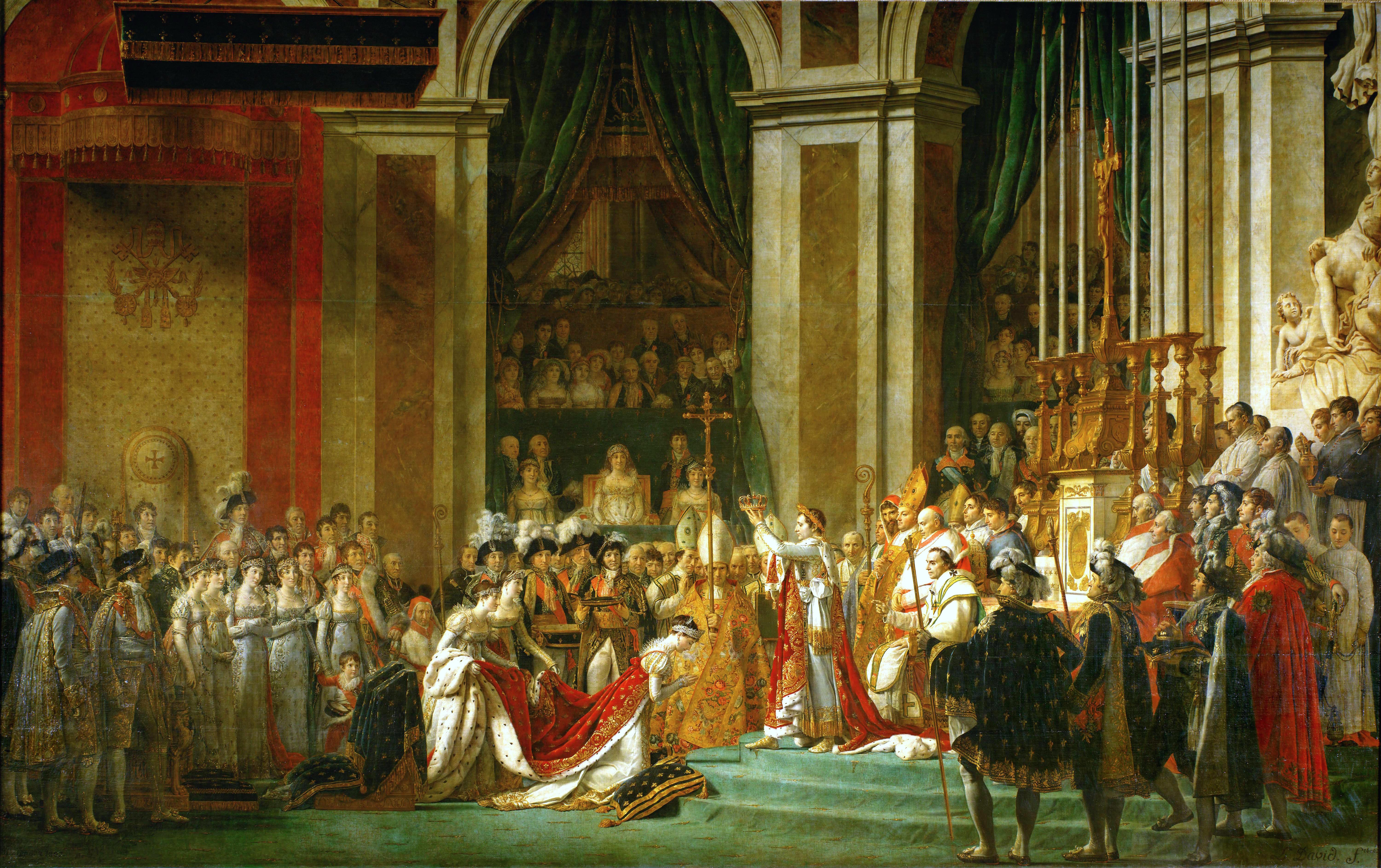
La coronació de Napoleó, de Jacques-Louis David.

El maig de 1804, el senat francès declarà Napoleó emperador dels francesos, i va convidar al papa a ungir el nou emperador. La reacció a totes les corts europees fou de rebuig, i tant Pius VII com el cardenal Consalvi sabien que no podrien acontentar a tothom, de manera que el papa decidí viatjar a París per tractar d'assegurar qualsevol avantatge per a l'Església que pogués arrencar a l'emperador. El viatge papal fou un triomf, ja que multituds rebien la comitiva papal, davant el disgust de Napoleó. Un cop a París, Napoleó infligí una sèrie d'humiliacions mesquines, que el papa hagué d'acceptar. El 2 de desembre se celebrà la coronació a la catedral de Notre Dame, en la qual Napoleó no acceptà que el papa li posés la corona sobre el cap.
El febrer de 1806 Napoleó s'annexionà el Regne de Nàpols, posant com a rei el seu germà Josep. Això era un nou insult per al papa, ja que Nàpols era un feu papal. Napoleó ordenà a Pius VII que tanqués els seus ports a les naus aliades, però Pius s'hi negà afirmant que «Som el Vicari d'un Déu de pau, la qual cosa significa pau per a tots». En opinió de Pius VII, Napoleó no tenia cap dret sobre els Estats Pontificis. A partir d'aquest moment, les relacions entre ambdós es deterioraren. El gener de 1808 les tropes franceses ocuparen Roma i el papa es convertí en un presoner al palau del Quirinal. El 6 de juliol, un general francès li exigí que abdiqués com a sobirà dels Estats Pontificis, però quan Pius s'hi negà, fou obligat a pujat a un carruatge i fou conduït al nord. En aquesta situació, Pius VII tornà a ser el pobre monjo Chiaramonte, i es va negar a ratificar cap bisbe nomenat per Napoleó. El papa no pogué retornar a Roma fins al 1814, i el Congrés de Viena restituí al papat pràcticament tots els territoris perduts durant el període napoleònic. Napoleó volia que el papa abandonés el poder temporal i es dediqués exclusivament a la seva autoritat espiritual per sotmetre'ls a les seves ambicions. D'ací que els papes del segle xix percebessin que si no podien mantenir-se com a reis temporals tampoc podrien liderar l'Església. Per això aquest fet va influir en la resposta dels pontífex que el succeirien.
A l'Europa postnapoleònica tota l'estructura eclesiàstica estava en runes. Les fronteres havien caigut, el Sacre Imperi Romanogermànic havia desaparegut i hi havia una transferència de territoris de mans catòliques a protestants.. A més, allà on havia prevalgut el domini francès, es promovia el matrimoni civil, el divorci, la premsa lliure des del punt de vista religiós i la tolerància religiosa, el que el papat considerava com una apostasia de l'estat. Per ajudar a revertir la situació, el 7 d'agost de 1814 restaurà la Companyia de Jesús. A més, calia comptar amb la cooperació de les monarquies europees per assegurar la llibertat d'actuació de l'Església, signant concordats amb totes elles. La Revolució havia ensenyat els governants que no podien governar els seus estats sense l'Església: calien bisbes i capellans que prediquessin obediència i contenció, però calia finançament de l'Estat en tant que l'Església havia perdut dominis; i així el catolicisme s'alià al reaccionarisme.
Després de la Revolució, pensadors començaren a reflexionar sobre el poder destructiu de la raó sense més, redescobrint el poder de les antigues institucions, de les autoritats establertes i de la tradició. El 1819 Joseph de Maistre publicà Du Pape, on defensava la consumació del càrrec papal com a paradigma de tot el poder monàrquic. A mesura que avançà el segle, l'exaltació del papat com a cor del catolicisme (ultramuntanisme) dominaria el pensament catòlic.
El sistema de govern dels Estats Pontificis havia quedat molt arcaic, i el 1816 s'introduí un sistema francès d'administració, però que no complagué a ningú i feu que augmentés l'hostilitat vers el govern clerical i el papat.
Lleó XII (1823-1829) desaprovà aquestes reformes i volia un règim més fort i més conservador als territoris pontificis. Pietós, purità i partidari de la confrontació, estava mancat de realisme polític.

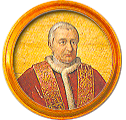
El papa Gregori XVI

La forta vinculació entre el tron i altar fou en el papat s'evidencià amb l'elecció de Gregori XVI (1831-1846). La seva visió del papat era exaltada i estrictament monàrquica. El 1799 havia publicat Il triomfo de la Santa Sede, un atac al josefinisme i a l'episcopalisme jansenista on argumentava que l'Església era una monarquia, independent del poder civil, i que el papa és infal·lible quan imparteix doctrina com a pastor màxim de l'Església. El descontentament generalitzat a Itàlia havia fet créixer una organització secreta coneguda com els carbonaris, aliada amb la maçoneria i tenien com a meta la consecució de la llibertat política i la unificació d'Itàlia. Amb l'exemple de la Revolució de 1830 a França, el 1831 havien esclatat revoltes a la major part del centre d'Itàlia, amb el propòsit d'expulsar els estrangers i de crear un estat italià unificat. Gregori demanà ajut de tropes austríaques per reprimir els rebels, i les conseqüències serien terribles pel papat, amb les presons papals plenes i amb exiliats liberals recorrent tot Europa difonent les seves idees antipapals. Així, el govern de Gregori XVI es convertí en sinònim de repressió obscurantista, i per tot Europa començaren a haver catòlics que rebutjaven l'aliança entre tron i altar com a fórmula per a la tirania. Per un altre costat, Gregori tenia una molt mala opinió dels efectes del domini de l'estat a Amèrica i a l'Orient: entre 1831 i 1840, en col·laboració amb els governs republicans revolucionaris americans, tot i deplorar els seus principis, nomenà bisbes per a totes les seus vacants de l'Amèrica Espanyola, reconeixent de facto la independència d'aquests territoris vers Espanya; el 1834 creà una sèrie de vicariats apostòlics a l'Índia, els bisbes dels quals responien directament a Roma i no a Lisboa; el 1839 donà suport a la campanya de la prefectura de Propaganda de la Fe per a l'ordenació del clergat nadiu, davant l'oposició portuguesa. Totes aquestes accions contribuïren que la vida de l'Església se centrés cada cop més a Roma; car un nombre cada cop major d'esglésies extraeuropees devien la seva organització i lideratge al papat més que no pas a qualsevol potència colonial, creixent així la dimensió mundial del papat.

### La qüestió romana – Els presoners del Vaticà (1870 – 1929)

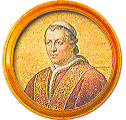
El papa Pius IX, el papa amb un pontificat més llarg

En morir Gregori XVI, els cardenals preferiren escollir un nou papa més conciliador i obert de mires: Pius IX,
un home exaltat i emotiu, patriota italià, crític vers la política reaccionària del seu predecessor i al qui disgustava la presència austríaca a Itàlia.
Introduí el ferrocarril als Estats Pontificis, instal·là a Roma enllumenat de gas als carrers, fundà un institut agrícola per millorar la productivitat, derogà normes contra els jueus i es dedicà al paper de pastor d'ànimes. Políticament introduí un cert grau de reforma, en amnistiar els antics revolucionaris i introduir una assemblea consultiva formada per laics. Davant les esperances que es formés una federació d'estats italians, presidida pel papa, condemnà la idea el 1848, instant els italians a mantenir-se fidels als prínceps i en negar-se a participar en una guerra per expulsar els austríacs d'Itàlia. Quan el seu primer ministre seglar, Pellegrino Rossi fou assassinat a les escales de la cancelleria, Pius IX fugí vestit com un simple prevere, refugiant-se a Gaeta, amb Garibaldi i Mazzini situant-se al capdavant d'un règim republicà anticlerical.
El juliol de 1849, tropes franceses conqueririen Roma a requesta del Papa, tornant aquest a la ciutat el 1850. Mai no es recuperà de l'exili, durant la resta de la seva vida va mantenir la convicció que les concessions polítiques a la democràcia només servirien per atiar el foc de la revolució i a partir d'aquí, la seva posició com a governant dels Estats Pontificis depengué totalment de la presència de tropes franceses i austríaques.
Si bé Pius IX admirava a Víctor Manuel II, quan el seu govern introduí una sèrie de mesures hostils destinades a reduir la influència de l'Església, el papa es convencé que el Risorgimento era un moviment ateu, reencarnació de l'esperit de 1789. El poder temporal del papa sobre els Estats Pontificis era un aspecte fonamental de la visió religiosa de Pius IX; en conseqüència, l'absorció dels territoris pontificis a una Itàlia unida li semblava un invent diabòlic destinat a destruir el propi papat. Defensat per una brigada internacional de voluntaris reclutats per tot Europa, es negà a acceptar les pressions internacionals perquè acceptés l'eclipsi del seu poder, afirmant que estava «disposat a refugiar-se a les catacumbes».
Paradoxalment, a mesura que minvava el seu poder temporal augmentà el seu prestigi religiós. Per a molts, incloent-hi membres de la Cúria, el poder temporal del papa no tenia en realitat una influència vital per a la seva missió com a líder espiritual, sempre que els conclaves i les designacions episcopals es veiessin lliures de pressions externes. Per contra, personatges com el cardenal Manning, manifestaren que "el poder temporal del papa és signe de la llibertat, la independència i la sobirania del regne de Déu sobre la terra". Manning era el portaveu d'un nou i fervorós ultramuntanisme que mantenia la figura del papa envoltada d'una reverència gairebé mística, sent una revolució en el camp de la devoció, inclinant-se vers una religió més emocional i pintoresca basada no en la raó, sinó en el cor, en un nou èmfasi en el cerimonial, els sants i la Mare de Déu. El 1854, Pius IX definí solemnement el dogma de la Immaculada Concepció de Maria com a part de la fe catòlica, definició que resultà transcendental en el desenvolupament de la posició papal, perquè tot i que ho havia consultat amb els bisbes i era una definició altament esperada, la doctrina acabà proclamant-se sobre la base de l'única autoritat del papa. Aquesta mateixa connexió directa entre la pietat popular i l'autoritat papal quedà reflectida en el culte al Sagrat Cor de Jesús. I en aquesta etapa d'estampes populars i de l'aparició dels mitjans de comunicació de masses, el mateix papa es convertí en una icona popular.
Tot i l'afabilitat del papa, la veritat és que s'havia format un eclesialisme asfixiant, estret de mires, medrós i excloent. Seguint els consells de Manning, Pius IX promulgà l'encíclica Quanta cura, conjuntament amb el Syllabus Errorum, mostrant-se cada cop més receptiu a les pressions ultramontanes en favor de manifestacions clares i vigoroses que cremessin els ponts amb el món modern.

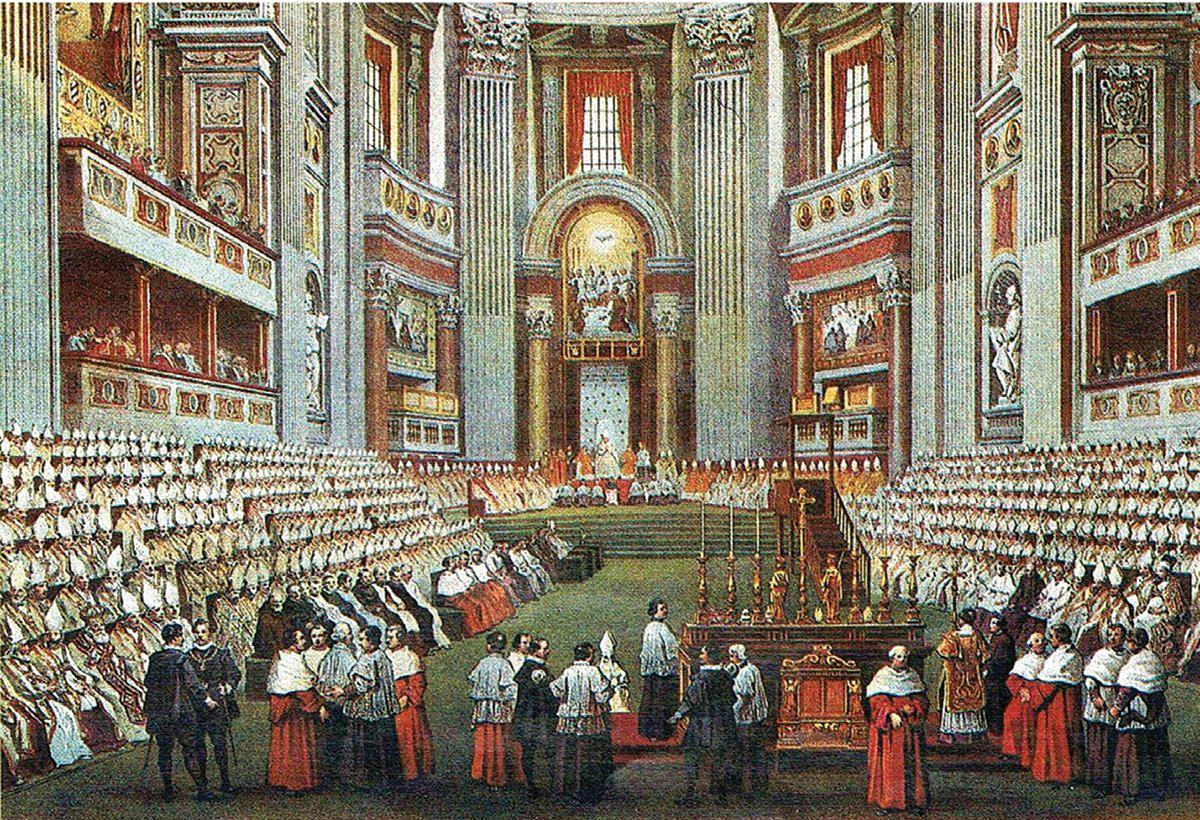
El Concili Vaticà I

El 1867 Pius IX anuncià la convocatòria d'un concili ecumènic que hauria d'iniciar-se dos anys després.
La intenció inicial era abordar la incredulitat i el racionalisme del segle xix, però a mesura que l'inici s'apropava quedava clar que el tema dominant seria el de la infal·libilitat pontifical
Finalment, d'acord amb el decret De Romani Pontificis infallibibili magisterium, s'especificava que la doctrina papal no rutinària no era infal·lible: el papa havia de parlar de forma especialment solemne ex càtedra, en magisteri al voltant de qüestions de fe i moral.
El 19 de juliol de 1870 esclatà la guerra francoprussiana, i el concili es prorrogà sine die, no tornant-se a reunir mai més. El 4 d'agost les tropes franceses que protegien el papa abandonaren Roma, deixant-lo indefens. Des de 1865 la capital provisional d'Itàlia havia estat Florència. El 19 de setembre, Pius IX es tancà al Vaticà, ordenant una resistència simbòlica; i l'endemà la ciutat es rendiria. El govern italià es traslladà a la riba del Tíber un any després. El rei Víctor Manuel II s'instal·là al Palau del Quirinal, i Roma esdevingué de nou, per primer cop en tretze segles, la capital d'una Itàlia unida. A Roma quedà una anomalia, car una petita porció de terra (el turó Vaticà) quedava fora del control nacional; anomalia que no quedaria formalment resolta fins al Tractat del Laterà de 1929.
Els darrers vuit anys del seu llarg regnat, Pius IX els passà com a presoner del Vaticà. Es prohibí als catòlics votar o presentar-se a les eleccions nacionals, tot i que podien fer-ho a les eleccions locals, on assoliren diversos èxits. El mateix Pius IX fou actiu, durant aquests anys, tot creant noves seus diocesanes i nomenant bisbes per a nombroses diòcesis, que portaven vacants des de feia anys. Preguntat sobre si volia que el seu successor seguís les seves polítiques italianes, el vell pontífex replicà: «El meu successor pot estar inspirat pel meu amor vers l'Església i el meu desig de fer el correcte. Tot canvia al meu voltant. El seu sistema i les meves polítiques tenen el seu temps, jo sóc massa vell per canviar de direcció. Aquesta serà la tasca del meu successor».

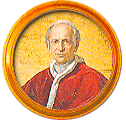
El papa Lleó XIII

Lleó XIII, considerat un gran diplomàtic, aconseguí millorar les relacions amb Rússia, Prússia, França, Anglaterra i altres països. Això no obstant, a la llum d'un clima hostil anticatòlic a Itàlia, continuà amb les polítiques de Pius IX vers Itàlia sense grans modificacions. Hagué de defensar l'Església d'atacs i persecucions en els camps de l'educació, expropiació i violació de temples, mesures legals conta l'Església i atacs brutals, que culminarien en grups anticlericals intentant llençar el cadàver de Pius IX al Tíber el 13 de juliol de 1881. El papa arribà a considerar la idea de traslladar el papat a Trieste o a Salzburg, dues ciutats sota control austríac, una idea que l'emperador Francesc Josep I gentilment rebutjà.
A diferència de Pius IX, Lleó XIII «no maleeix, no amenaça […] Les seves formes són suaus, però en el fons el que diu segueix sent absolutista, dur, intransigent».
La seva campanya en favor del raillement contribuí a eliminar les sospites que catolicisme i democràcia eren incompatibles. Les seves encícliques canviaren la posició de l'Església sobre les relacions amb les autoritats temporals i, el 1891, l'encíclica Rerum novarum dirigida per primera vegada a la desigualtat social i a la justícia social amb l'autoritat papal. Estava molt influenciada per Wilhelm Emmanuel von Ketteler, un bisbe alemany que obertament se situà al costat de les classes treballadores.
Tot i el seu llenguatge ampul·lós i paternalista, així com el simplisme de l'anàlisi social que feia; i encara que molts catòlics ja deien coses molt més profundes i valentes, el fet que el successor de Pius IX publiqués aquella encíclica era quelcom revolucionari: sense ser ell mateix ser un demòcrata, obrí la porta a l'evolució de la democràcia catòlica.
Respecte a les esglésies orientals, Lleó XIII aturà la llatinització i uniformitat imposada per Pius IX. El 1882 fundà un seminari melquita a Jerusalem i el 1883 un d'armeni a Roma; i amb l'encíclica Praeclara gratulationis publicae lloà la diversitat de les esglésies i dels ritus dins d'una única fe. Davant l'ofec sofert per la teologia sota Pius IX, Lleó XIII decidí canviar la situació: el 1881 obrí l'Arxiu Vaticà als historiadors (incloent-hi els protestants) i considerà que per renovar la teologia catòlica calia retornar al principal teòleg escolàstic, Tomàs d'Aquino, iniciant-se un renaixement dels estudis tomístics i escolàstics, florí l'erudició als estudis bíblics, d'història i filosofia de l'Església.
Però si bé el to de veu diferís respecte als seus predecessors immediats, igual que ells Lleó XIII creia que l'Església i, per tant, el Papa, tenia totes les respostes. Tot i que pensés en termes més històrics i menys favorables a la confrontació, no tenia dubte que totes les preguntes i incerteses del seu temps podien resoldre's al que l'Església, mitjançant sant Tomàs, feia segles que ensenyava. Així, no dubtà en condemnar no només la influència de Kant i Hegel, sinó que també escoles de pensament específicament catòliques, com Antonio Rosmini. Volia la unificació amb les esglésies orientals, però en termes del seu retorn a l'obediència romana; no tenia cap mena d'interès per la Reforma; condemnant el 1896 les ordenacions anglicanes com «absolutament nul·les i buides».
Insistí estrictament en mantenir l'estil i les cerimònies pròpies d'un sobirà i exaltà sistemàticament la condició de papa; i les seves encícliques estan plenes de paràgrafs on insta els fidels a obeir sense reserves el magisteri pontifici.
Però, malgrat tot, al final del seu pontificat, el papat havia recuperat bona part del prestigi perdut entre les revolucions de 1848 i el Vaticà I.

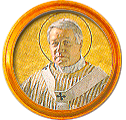
El papa Pius X

Pius X (1903-1904), un papa camperol, fou elegit per contrastar deliberadament el seu predecessor, el distant, diplomàtic i monàrquic Lleó XIII.
Home ple d'humanitat, amb un vigorós i emotiu sentit de la pietat i molt conscient de la prioritat de les qüestions pastorals: les positives mesures de reforma del seu pontificat van néixer directament de la seva pròpia experiència com a rector i bisbe diocesà, i mai no perdé l'anhel de funcionar com un simple mossèn. En conseqüència, el seu pontificat es distingí tant per la seva accessibilitat personal i el seu escalf humà com per una sèrie de reformes pràctiques. Aquestes reformes pastorals, tot i el seu modest abast, i especialment la reforma de la litúrgia, serien ampliades per Pius XII i fructificarien plenament al Concili Vaticà II.
Pel seu temor a l'ascens del socialisme, detestava l'estat italià i desconfiava dels avenços cap a règims liberals fets pel seu predecessor. El seu remei era una ferma devoció a les directrius papals, un ultramuntanisme absolut. Reaccionant la interferència austríaca al conclave on fou elegit, abolí definitivament el dret de veto secular als conclaves. Reestructurà la Cúria pontifícia, reduint les seves 37 agències i dicasteris a 11 congregacions, 3 tribunals i 5 oficines, redistribuint les seves responsabilitats sobre una base més racional i eficient.
Aquestes reformes foren empreses amb l'objectiu d'una major efectivitat pastoral, tot i que un efecte global fou el d'un increment massiu de la centralització.
L'atmosfera relativament oberta del pontificat de Lleó XIII afavorí l'aparició d'un catolicisme social, orientat a cercar solucions pels problemes que la nova societat industrial obria, i que no dubtava en anomenar-se Democràcia cristiana. Pius X aquests moviments serien implacablement esclafats: profundament hostil a qualsevol mena d'intel·lectualisme, es considerava heretgia i traïció qualsevol intent de liberalització de la teologia. En conseqüència, en condemnar el modernisme, Pius X es veia a si mateix exercint la responsabilitat tradicional del papat de vigilar en nom de l'Església llançant una advertència contra la direcció desastrosament errònia que molts teòlegs estaven conduint els fidels..
Amb el monopoli pontifici sobre les designacions episcopals, i amb els nuncis enviats arreu del món per a dirigir la política, anul·lar decisions locals i influir decisivament en l'elecció de bisbes, es convertí en un sistema cada cop més poderós de centralització en el si de l'Església; i en un moment en què arreu les monarquies trontollaven, els papes es convertiren en els darrers monarques absoluts.

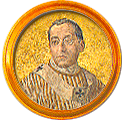
El papa Benet XV

L'elecció de Benet XV (1914-1922) representà la reacció més explícita contra el règim anterior. El conclave se celebrà un mes després que esclatés la Primera Guerra Mundial, i amb el resultat es feia palès que una intransigència cega no serviria de res. Benet XV consagrà tots els seus esforços a convèncer els combatents que assolissin una pau negociada, negant-se a decantar-se per un bàndol o altre, considerant que el papat només seria escoltat si mantenia una estricta neutralitat. En acabar la guerra, tot i mostrar-se decebut en veure's exclòs de les negociacions de pau, es mostrà summament crític davant el Tractat de Versalles, que considerava venjatiu.
Acabada la guerra, desmantellà la maquinària de la reacció integrista dissolent el Sodalitium Pianum, preparà la reconciliació amb Itàlia aixecant el 1920 la prohibició vaticana a les visites de caps d'estat catòlics al Quirinal. També aixecà la prohibició a la participació dels catòlics a la política electoral italiana, beneint el nou Partito Popolare, i animà els catòlics a unir-se als moviments sindicals.
En el moment de la seva mort el 1922, Benet XV havia augmentat considerablement el pes diplomàtic del papat, i 27 països mantenien ambaixadors o representants assimilats davant la Santa Seu.

### La Ciutat del Vaticà (1929 - avui)

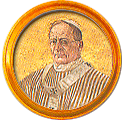
El papa Pius XI

El pontificat de Pius XI estigué marcat per una gran activitat diplomàtica i per la ingent publicació d'importants documents, sovint en forma d'encíclica. En qüestions diplomàtiques, Pius tingué el suport primer de Pietro Gasparri i, a partir de 1930, d'Eugenio Pacelli. L'obra mestra de Gasparini fou el Tractat del Laterà (1929), negociat pel Vaticà per Francesco Pacelli. No obstant això, el govern feixista i el papa sovint estaven en desacord pel que feia a les restriccions de les activitats dels joves: això culminà en una dura carta papal (Non abbiamo bisogno, de 1931), argumentant la possibilitat de ser feixista i catòlic. Les relacions entre Mussolini i la Santa Seu foren molt fredes a partir d'aquell moment.
Malgrat això, Pius XI se sentia inclinat cap a la dreta: odiava i temia el comunisme, i autoritari ell mateix per naturalesa, no veia cap mal especial en un fort lideratge i valorava l'èmfasi feixista en la família i la disciplina social.
Però en el transcurs del seu darrer any de vida, no deixà dubte del seu repudi absolut de les tiranies de dretes tant a Alemanya com a Itàlia.
Les negociacions per a la solució de la Qüestió romana començaren el 1926 entre el govern d'Itàlia i la Santa Seu, i el 1929 culminaren en els acords dels tres Tractats del Laterà, signats en nom del rei Víctor Manuel III d'Itàlia pel Primer Ministre Benito Mussolini, i pel papa Pius XI pel Cardenal Secretari d'Estat Pietro Gasparri al Palau del Laterà (d'ací prové el nom amb què són coneguts).

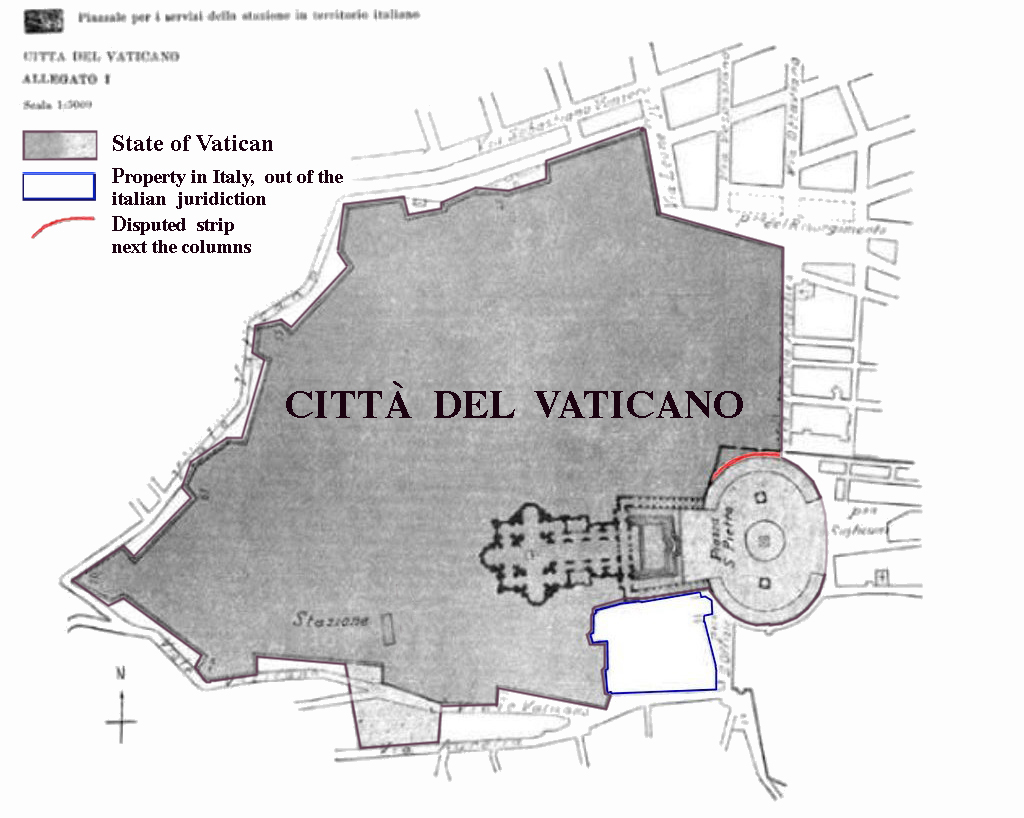
Un mapa de la Ciutat del Vaticà, tal com quedà establerta pel Tractat del Laterà (1929)

El Tractat del Laterà incloïa un tractat polític, que creava l'estat de la Ciutat del Vaticà i li garantia la sobirania i la independència plena per part de la Santa Seu. El papa havia de romandre neutral en les relacions internacionals i abstenir-se de fer de mitjancer en una controvèrsia, excepte si fos específicament reclamat per totes les parts. El concordat establia el catolicisme com la religió d'Itàlia. I l'acord financer fou acceptat com a final de les reclamacions de la Santa Seu contra Itàlia, que provenien de la pèrdua del poder temporal el 1870.
Pius XI amplià la preocupació de Benet XV per les missions, publicant l'encíclica Rerum Ecclesiae sobre les missions, consagrant aquell mateix any els sis primers bisbes nadius xinesos i un any després, un de japonès. En un període de creixent nacionalisme, l'Església dugué a terme un procés espectacular d'internacionalització.
Un concordat nacional amb Alemanya era un dels principals objectius de Pacelli com a secretari d'estat. Com a nunci durant la dècada del 1920 feu diverses temptatives d'obtenir un acord alemany per assolir el tractat, i entre 1930 i 1933 intentà iniciar negociacions amb representants dels diversos governs alemanys, però l'oposició dels partits protestants i socialistes, la inestabilitat dels governs nacionals i la preocupació dels governs individuals a protegir la seva autonomia minaren aquest desig. En particular, les qüestions de les escoles denominacionals i de la tasca pastoral a les forces armades impediren qualsevol acord a nivell nacional, malgrat les converses de l'hivern de 1932.
Adolf Hitler fou nomenat Canceller el 30 de gener de 1933 i treballà per assolir respecte internacional i eliminar l'oposició interna dels representants de l'Església i del Partit de Centre Catòlic. Envià el seu vicecanceller Franz von Papen, un noble catòlic i anterior membre del Partit de Centre a Roma per negociar un concordat. En nom del cardenal Pacelli, va ser el seu antic soci Ludwig Kaas, ex president del Partit de Centre, qui inicià les negociacions preliminars amb von Papen. Pacelli i von Papen signaren finalment el concordat el 20 de juliol, que es va ratificar el 10 de setembre de 1933.
Entre 1933 i 1939, Pacelli presentà 55 protestes per violacions del Reichskonkordat. A inicis de 1937 Pacelli demanà a diversos cardenals alemanys, incloent-hi el cardenal Michael von Faulhaber, que l'ajudessin a escriure una protesta contra les violacions nazis del Reichskonkordat, que finalment es convertiria en l'encíclica de Pius XI Mit brennender Sorge. El document s'oposava a qualsevol ideologia que suposés «l'exaltació de la raça, o del poble, o de l'Estat, o d'una forma particular d'Estat... per damunt dels valors fonamentals i els divinitza a un nivell d'idolatria». L'encíclica fou escrita en alemany en comptes de llatí i llegida a les esglésies alemanyes el Diumenge de Rams de 1937.

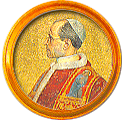
El papa Pius XII

El caràcter autoritari de Pius XI havia marginat el Sacre Col·legi com organisme, i a més que no celebrà cap consistori; de manera que cap dels cardenals no italians no coneixien més que alguns dels seus col·legues, però tots coneixien a Eugenio Pacelli, que va ser escollit el primer dia de conclave amb el nom de Pius XII.
Quan Alemanya envaí Polònia l'1 de setembre de 1939, el Vaticà es declarà neutral per evitar quedar immers en el conflicte, així com per evitar l'ocupació de l'exèrcit italià. Els aliats sospitaven d'ell perquè havia estat nunci a Alemanya durant molt de temps, apreciava la llengua i la cultura alemanyes i simpatitzava amb els progermans i els proitalians. En el transcurs de la guerra s'esforçà per no situar-se en un bàndol o altre i promoure la pau. Però en totes les seves accions s'hi amagava una indecisió cada cop més vacil·lant que semblava paralitzar l'acció. Aquest fet es veié sobretot en la qüestió del genocidi nazi contra els jueus. Si bé dedicà molts diners per rescatar jueus i va ordenar l'obertura de les cases religioses romanes per refugiar-los, mai no emeté una condemna enèrgica. Quan el 1944 l'exèrcit alemany ocupà Roma, Hitler proclamà que respectaria la neutralitat vaticana. Malgrat això hi hagué diversos incidents, com l'ajut als aviadors aliats abatuts, que van estar a punt de provocar una invasió alemanya al Vaticà. Roma fou alliberada pels Aliats després de diversos mesos d'ocupació.
Les polítiques de l'Església després de la II Guerra Mundial de Pius XII es van centrar en l'ajut material a una Europa amb 15 milions de persones desplaçades i refugiades, una internacionalització interna de l'Església catòlica, i el desenvolupament de les relacions diplomàtiques arreu del món. La seva encíclica Evangelii praecones, publicada el 1951, incrementava la decisió local de crear missions catòliques, moltes de les quals esdevingueren diòcesis independents. Pius XII demanà el reconeixement de les cultures locals equiparant-les a la cultura europea. Internacionalitzà el Col·legi de Cardenals, eliminant la majoria italiana i nomenant cardenals asiàtics, sud-americans i australians. Establí noves diòcesis a l'Àfrica occidental (1951), Àfrica del Sud (1953), Àfrica Oriental Britànica, Finlàndia, Birmània i l'Àfrica francesa (1955).
Després d'anys de reconstrucció l'Església prosperava a occident i a la major part del món desenvolupat, però al mateix moment patia serioses persecucions a l'orient. 60 milions de catòlics caigueren sota els règims dominats pels soviètics el 1945, amb desenes de milers de preveres i religiosos assassinats i milions de deportats als gulags soviètics i xinesos. Els règims comunistes d'Albània, Bulgària, Romania i Xina pràcticament erradicaren l'Església catòlica als seus països.
Durant de la guerra s'inicià un procés de renovació teològica, especialment entre els dominics i els jesuïtes, que es distanciava de la comprensió rígidament jeràrquica de l'Església heretada del Vaticà I i que accentuaven el caràcter espiritual de l'Església en comptes de la seva estructura institucional. Si bé entre 1943 i 1947 Pius XII publicà tres encícliques teològiques que contribuïen a obrir noves vies per a la teologia, el fet era que es tractava d'un home molt conservador, que publicaria una nova encíclica el 1950 on prevenia de les perilloses tendències de la nova teologia, arribant a demanar als bisbes i als superiors dels ordes que impedissin la difusió de les noves idees, silenciant diversos teòlegs.
Els seus darrers anys es van assemblar cada cop més al règim de Pius X. Al Vaticà aparegué una atmosfera de sospita i denúncia, i s'arribà a acariciar la idea de convocar un nou concili ecumènic que denunciés errors moderns com l'existencialisme i el poligenisme i es definís la doctrina de l'Assumpció de Maria. El papa vivia reclòs al Vaticà, estudiant enciclopèdies i monografies i buscant temes sobre els que pronunciar-se, envoltat d'assessors conservadors, enmig d'una sufocant exaltació pietosa i exacerbada per l'hipocondria, en un paper d'oracle de Déu amb discursos o sermons pràcticament diaris.
Després del llarg pontificat de Pius XII, els cardenals van buscar un papa de transició. L'escollit fou el patriarca de Venècia, Angelo Roncalli, de 77 anys, que prengué el nom de Joan XXIII (1958-1963). Els càlculs humans poques vegades han estat tan equivocats. Membre del servei diplomàtic papal, havia passat molt de temps a Bulgària i Turquia, i coneixia bé les esglésies orientals i l'islam. Després de la gelor de Pius XII, el món es trobà al tron de Pere un ancià somrient i amable, que coneixia el món i a qui no li feia por.
La seva primera encíclica, Mater et Magistra, acabà amb la desconfiança vaticana vers el comunisme, acollint favorablement l'aparició de l'anomenat estat del benestar i insistint en que les nacions riques ajudessin les pobres; mentre que la darrera, Pacem in Terris, no estava dirigida només als catòlics, sinó «a tots els homes de bona voluntat».
La insistència de les forces favorables a la renovació teològica dins de l'Església i a una reforma energètica esdevingueren evidents en el Concili Vaticà II, convocat pel papa Joan XXIII quan tot just havien passat tres mesos de la seva elecció. Aquestes idees s'expressaren especialment en els decrets sobre l'ecumenisme, la llibertat religiosa, la litúrgia i la naturalesa de l'Església. Segons el papa, havia arribat l'hora de l'aggiornamento, la posada al dia de l'Església. Va insistir que el concili no havia d'anar contra el món modern, sinó que havia d'obrir l'Església, tot i a que funcionaris vaticans fessin tot el possible per dificultar-ho. L'ambivalència d'alguns d'aquests decrets, però, així com la confusió disciplinària i la dissensió doctrinal van portar nous desafiaments per a l'autoritat papal després del concili.

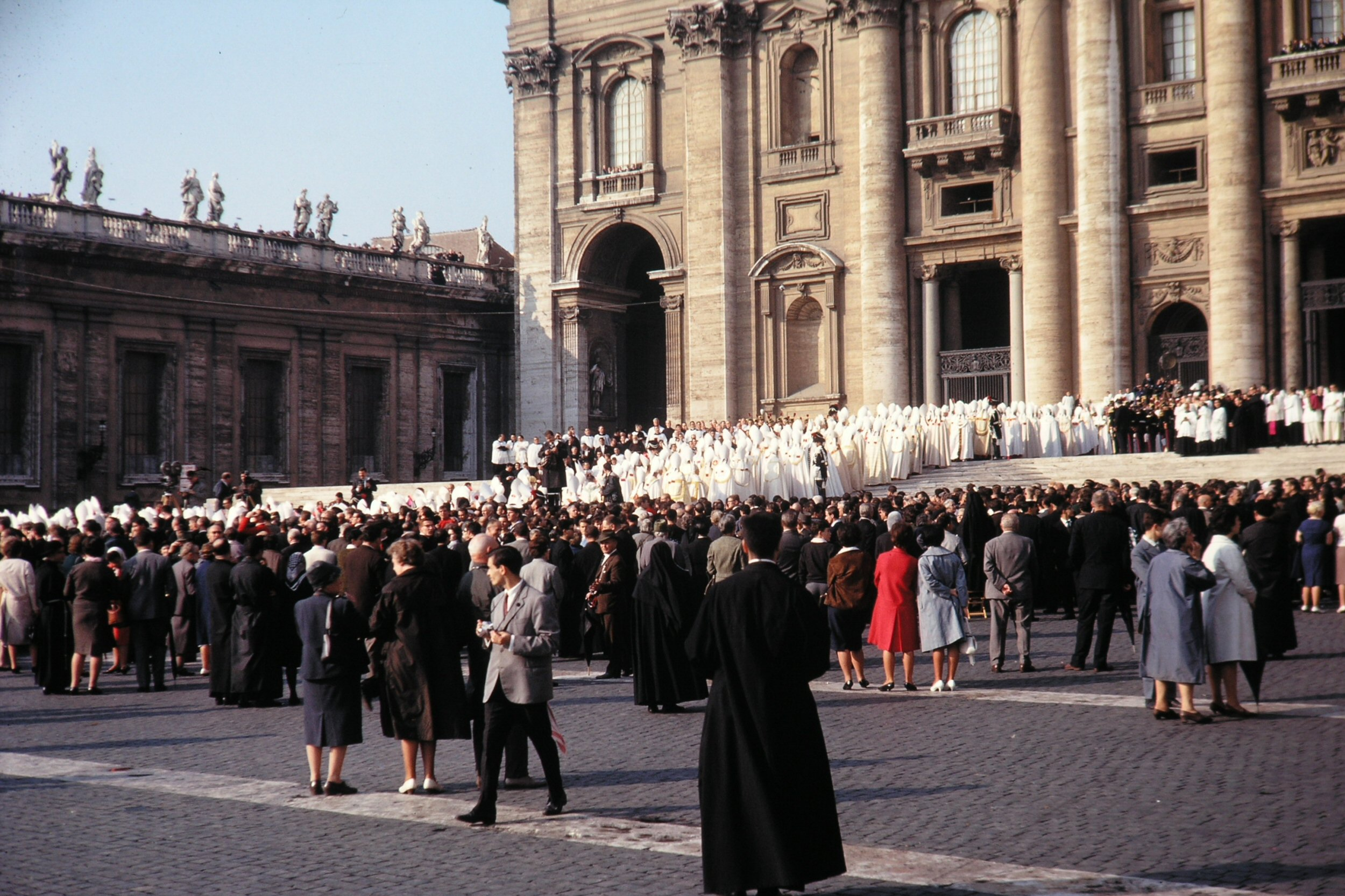
Inauguració de la Segona Sessió del Concili Vaticà II

L'11 d'octubre de 1962, Joan XXIII inaugurà el Segon Concili Ecumènic Vaticà. El 21è concili ecumènic de l'Església catòlica emfatitzava la crida universal a la santedat i portà molts canvis en pràctiques, incloent un incrementat èmfasi en l'ecumenisme, normes menys severes de penitència, dejunis i d'altres pràctiques devocionals, i iniciant una revisió dels serveis, que havien de ser simplificats i convertits en més accessibles en permetre l'ús de les llengües vernacles en comptes del llatí. L'oposició als canvis inspirats pel Concili donà ales al moviment del tradicionalisme catòlic, que es mostrava contrari als canvis de les antigues formes d'adoració.
Joan XXIII visqué el suficient per inaugurar el Concili, però no per guiar-lo i conduir-lo. Regnà només 5 anys, però tot i ser el pontificat més breu dels darrers dos segles  transformà l'Església catòlica i la forma de veure el papat.
El papa Pau VI (1963-1978) continuà els esforços de Joan XXIII i el Concili. Mantingué els contactes amb les esglésies protestants i ortodoxes, així com els intents de Joan XXIII en fer moviments discrets vers assolir una acomodació discreta amb els règims comunistes de l'Europa Oriental, una política que fou possible en les èpoques de Kruschov i Brèjnev. Pau també reorganitzà la cúria i parlà decididament sobre la pau i la justícia social.
El 7 de desembre de 1967, una declaració conjunta catòlica-ortodoxa del papa Pau VI i del Patriarca ecumènic Atenàgores I aixecà l'excomunió mútua contra catòlics i ortodoxos que estava en vigència des del Gran Cisma del 1054.
El papa Pau VI hagué d'enfrontar-se a les crítiques durant tot el seu papat, tant des dels tradicionalistes com dels liberals, per mantenir una posició intermèdia durant el Vaticà II i per la implementació de les seves conclusions. La seva passió per la pau durant la Guerra de Vietnam no tothom l'entengué. La tasca urgent de superar la pobresa al món i iniciar un desenvolupament real del magisteri papal resultà parcialment negligit per part dels influents i dels rics. En el desè aniversari d'Humanae Vitae, va reconfirmar fortament els ensenyaments tradicionals de l'Església. En el seu estil i metodologia, fou un deixeble de Pius XII, a qui respectava profundament. Patí atacs pels seus presumptes silencis, dels qui coneixien la seva associació personal amb l'anterior papa i la seva compassió. Al papa Pau VI no se li atribueix la cultura enciclopèdica de Pius XII, ni la seva memòria fenomenal, el seu increïble regal per a les llengües, el seu estil brillant escrivint, ni el carisma ni l'amor desbordant, el sentit de humor i calidesa humana de Joan XXIII. S'encarregà de la reforma inacabada d'aquests dos papes, que portà diligentment amb gran humilitat i sentit comú.
Els bisbes van acordar que el papa exercia una autoritat suprema sobre l'Església, però que hi havia col·legialitat, el que significava que tots els bisbes compartien l'autoritat. Els bisbes locals tenen la mateixa autoritat com a successors dels apòstols i com a membres d'una organització més gran, l'Església fundada per Jesucrist i confiada als apòstols. El papa serveix com a símbol de la unitat i té una autoritat addicional per garantir la continuïtat d'aquesta unitat. Durant el Concili Vaticà II, els bisbes catòlics van retirar les declaracions que podrien enfadar els cristians d'altres religions. El cardenal Augustin Bea, president de la Secretaria de la Unitat Cristiana, sempre tingué el ple suport del papa Pau VI en els seus intents de garantir que el llenguatge del Concili fos amable i obert a les sensibilitats de les esglésies protestants i ortodoxes, a les quals havia convidat a totes les sessions a petició del papa Joan XXIII. Bea també s'implicà fortament en el passatge de Nostra aetate, que regula la relació de l'Església amb la fe jueva i els membres d'altres religions
L'establiment de conferències nacionals de bisbes tendia a erosionar l'autoritat papal fins a cert punt, i l'encíclica Humanae Vitae (1968) del papa Pau VI, que reafirmava la prohibició del control artificial de la natalitat, va ser mal rebuda als Estats Units i a l'Europa occidental, però ben acollida a Amèrica del Sud, a l'est i al sud d'Europa.
Es convertí en el primer papa que va visitar els cinc continents. Pau VI continuà sistemàticament i completà els esforços dels seus predecessors, per convertir l'Església eurocèntrica en una Església per al món sencer, creant cardenals dels cinc continents, integrant els bisbes de tots els continents al seu govern i en els sínodes que convocà. El seu Motu proprio Pro Comperto Sane del 6 d'agost de 1967 obrí la Cúria Romana als bisbes del món. Fins llavors, només els cardenals podien ser els principals membres de la Cúria.
El seu confessor, el jesuïta Paolo Dezza, després de la mort del papa Pau VI, afirmà que «si Pau VI no era sant quan fou triat papa, se'n convertí durant el seu pontificat». Aquest tret de caràcter conduí l'obertura del procés de beatificació i canonització de Pau VI.
Amb l'ascens del papa Joan Pau II (1978-2005) després de la misteriosa mort del papa Joan Pau I (que només sobrevisqué com a papa durant 33 dies), l'Església tingué, per primera vegada des del papa Adrià VI al segle xvi, un papa no italià. Joan Pau II va contribuir a enderrocar el comunisme a l'Europa de l'Est, instigant el que equivalia a una revolució pacífica en la seva Polònia natal, que va assistir moralment i econòmica. Lech Wałęsa, un dels diversos fundadors del moviment obrer Solidarność, que finalment derrocà el comunisme, atribuí a Joan Pau el coratge per aixecar-se. El darrer premier soviètic Mikhaïl Gorbatxov reconegué públicament el paper de Joan Pau II en la caiguda del comunisme. El propi papa declarà després de la caiguda del comunisme que «s'ha demostrat que la pretensió de construir un món sense Déu és una il·lusió».(Praga, 21 d'abril de 1990)
Però aquest món sense Déu existeix també en el capitalisme. Per tant, igual que els seus predecessors, Joan Pau repetí el contingut del cristianisme, el seu missatge religiós i moral, la seva defensa de la persona humana i advertí contra els perills del capitalisme. «Desgraciadament, no tot el que proposa Occident com a visió teòrica o com un estil de vida concret reflecteix els valors evangèlics».
Al llarg pontificat de Joan Pau se li atribueix la creació d'una sensació d'estabilitat i, fins i tot, d'identitat per a l'església catòlica després d'anys de preguntes i cerques. El seu magisteri fou ferm i indubtable en qüestions que semblaven estar en dubte sota el seu predecessor, incloent l'ordenació de les dones, la teologia de l'alliberament i el celibat sacerdotal. Frenà virtualment la laïcització liberal de la política dels sacerdots problemàtics del papa Pau VI El seu estil autoritari era una reminiscència del papa Pius XII, l'ensenyament del qual repetia amb les seves pròpies paraules, com la identitat de l'església catòlica amb el cos de Crist i les seves condemnes del capitalisme: laïcitat, indiferentisme, consumisme hedonista, materialisme pràctic i també ateisme formal.
El seu pensament, profund i marcadament conservador, en la seva primera encíclica, Redemptor Hominis, demanà als teòlegs que tinguessin una «estreta col·laboració» amb el Magisteri, presagiant un control papal més estricte sobre la llibertat teològica al sí de l'Església.
El 1986, a la ciutat d'Assís, inicià una sèrie d'actes per la pau on participaren musulmans, el Dalai Lama, hindús i diferents tipus de xamans. El 1993 establí relacions diplomàtiques amb l'estat d'Israel.
Curiosament, tot i que era defensor de doctrines profundament antipopulars, fou el papa més populista de la història, fent més de 80 viatges internacionals i visitant 129 països.
Aquestes gires, però, encara que concebuts per unir l'Església al voltant del papa, sovint serviren per ressaltar-ne les divisions. La retòrica de la responsabilitat compartida amb els altres bisbes sovint es veié negada per les ingerències vaticanes a les esglésies locals, retallant-se cada cop més la seva autoritat.
En els seus darrers anys, es convertí en un home més proper al successor de Pius IX, Pius X o Pius XII, que no pas de Joan XXIII o Pau VI.
Sota el seu esguard proliferaren les comunitats i moviments de tipus conservador, com Comunió i Alliberament, la Legió de Crist i, sobretot, l'Opus Dei.
Com sempre després d'un llarg pontificat, s'obrí una nova pàgina a la història de l'Església amb l'elecció d'un nou papa. El papa Benet XVI (2005-2013) fou elegit el 2005. L'11 de febrer de 2013, el papa Benet XVI anuncià que presentaria la seva dimissió el 28 de febrer de 2013, menys de tres setmanes més tard.
El 13 de març de 2013, el cardenal argentí Jorge Mario Bergoglio fou escollit per al pontificat adoptant el nom papal de Francesc. Aquest inicià una reforma de l'Església en les seves formes i missatge per tal de fer-la més oberta. Entre els gestos que van sorprendre a l'inici del seu pontificat hi va haver el fet d'optar per residir a la Casa de Santa Marta enlloc de la residència utilitzada pels papes des del 1903. Ha promogut la reforma de la Cúria Romana en l'economia i les finances, l'administració, els tribunals eclesiàstics i el dret canònic, les comunicacions socials, la sanitat, el laïcat i la familia i ha treballat contra els abusos sexuals. També ha llançat missatges contundents pel que fa a la preservació del medi ambient, al que ha dedicat una encíclica, i l'acollida de refugiats.
Mitjançant el mottu proprio Assegnare alcune competenze, publicat el febrer de 2022, el papa Francesc decidí descentralitzar competències pròpies de la Santa Seu per traspassar-les als bisbes locals; calent només una confirmació per part de Roma i no pas l'aprovació de les seves decisions, així com diverses mesures dirigides a afavorir la "proximitat" de l'Església

el 8 de maig de 2025 s'escollí a Lleó XIV, monjo agustí, sent el primer estatunidenc (que té també la ciufadania peruana elegit al tron de Pere.